# Punk rock
Il punk rock, spesso abbreviato in punk, è un genere di musica rock che si è sviluppato principalmente fra il 1976 e il 1979, da forme musicali precedenti, derivate dal garage rock, oggi note come proto-punk. I brani composti dai gruppi punk possedevano ritmiche veloci, sonorità dure, generalmente tracce di breve durata, strumentazioni essenziali e testi dai contenuti provocatori e violenti, anche con una forte connotazione politica. La cultura punk abbracciò poi l'etica del Do it Yourself, creando un circuito di registrazioni autoprodotte e di distribuzione alternativa a quella mainstream.
Il termine "punk" fu originariamente utilizzato dalla critica musicale americana per descrivere i cosiddetti "gruppi garage" ed il loro pubblico. Già nel tardo 1976, alcune band statunitensi, Ramones, Heartbreakers, Dead Boys, Voidoids, Television, o britanniche, Sex Pistols, Damned, Clash, furono riconosciute come la prima ondata di un nuovo movimento musicale. Gli anni che seguirono videro un'ampia diffusione del punk rock in tutto il mondo, diventando presto in Inghilterra un fenomeno culturale alle quali le major iniziavano a puntare con interesse, anche se, perlopiù, il genere trovò la sua ragion d'essere nelle scene locali che tendevano a rifiutare la cultura dominante. Nacque così la sottocultura punk, caratterizzata da uno specifico stile di abbigliamento, di acconciature come la cresta e da una vasta gamma di ideologie anti-autoritarie.
Verso l'inizio degli anni ottanta nascono stili musicali più aggressivi e veloci come l'hardcore punk o l'Oi! che diventarono modalità predominanti nel punk rock. Inoltre, musicisti cresciuti ed inizialmente identificati con l'area punk, oppure da esso ispirata, si orientarono verso un'ampia gamma di variazioni stilistiche, dando origine al post punk da una parte, ed al rock alternativo dall'altra.
Sul finire del XX secolo la rinascita delle sonorità punk rock coinvolse attivamente i circuiti della cultura dominante, con gruppi come i Green Day, The Offspring, Rancid e blink-182, dando al genere un'ampia popolarità.

## Introduzione
Le origini di questo genere musicale sono da ricercarsi sostanzialmente all'interno delle scene rock di Detroit e di New York verso la fine degli anni sessanta del XX secolo, quando gruppi come The Velvet Underground, MC5 e Stooges svilupparono uno stile che iniziava a distaccarsi dalle convenzioni tecniche del rock "classico", in favore di forme espressive maggiormente basate sull'impatto sonoro.
I Velvet Underground furono importanti precursori del genere punk rock. Grazie al loro uso del feedback, della distorsione e del rumore bianco, al loro imprevedibile sperimentalismo, alla loro tecnica dilettantesca e al contenuto esplicito e provocatorio dei testi del leader Lou Reed, si guadagnarono la reputazione di "primo gruppo underground rock" e funsero da ispirazione per molte delle successive band punk.
Nel 1969, la pubblicazione di due LP storici come, Kick Out the Jams degli MC5, ma soprattutto dell'omonimo album d'esordio dei The Stooges, capitanati dal leader "padrino del punk", Iggy Pop, portò avanti il concetto di suond preannunciatore del punk, costituendo imprescindibili influenze per il genere. Questi primi gruppi che accennarono allo sviluppo del genere sono stati successivamente definiti proto-punk.

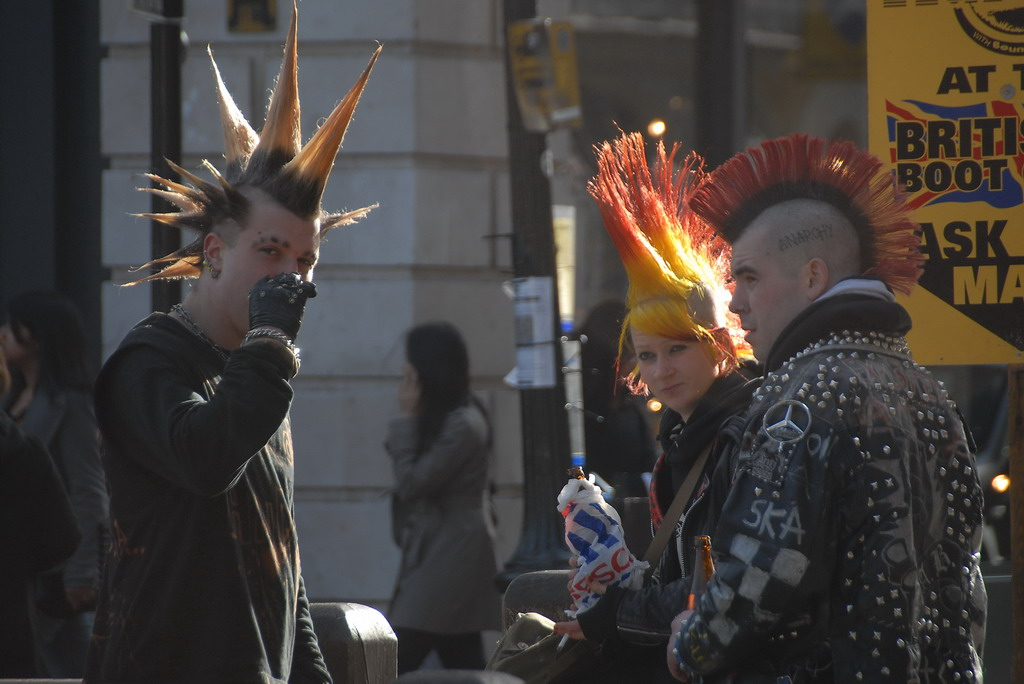

Il panorama musicale a quell'epoca, infatti, comprendeva gruppi antecedenti al riconoscimento vero e proprio del punk rock come genere. Ad esempio, gruppi e musicisti come New York Dolls, The Stooges, Television, Patti Smith, avevano sviluppato un sound simil-punk, ancora prima della prima ondata di punk, ovvero il Punk 77. Altro gruppo iniziale del movimento punk 77 sono i Ramones, esponenti di punta del garage rock di New York, che svilupparono le sonorità dei gruppi precedentemente citati, ma che, oltre a essere ispirati dal garage rock, presentavano, fin 1974, influenze derivanti dal surf rock e dalla british invasion, verso forme più semplici, dirette e orecchiabili.
Un discorso a parte può meritare Lou Reed, che negli anni del punk vero e proprio, divenne un'icona del movimento, guadagnandosi la copertina del primo numero della rivista sulla musica punk Punk Magazine, essendo stato riconosciuto dal movimento punk come un importante padre fondatore.
Il punk rock negli anni ottanta iniziò sia a diversificarsi che a estremizzarsi, variazioni che presero il nome di, hardcore punk, anarcho punk, o street punk/Oi!
L'espressione punk rock tende a essere utilizzata in modo generico per definire qualunque gruppo abbia sonorità ruvide e d'impatto, mentre il semplice termine punk è destinato a definire i gruppi che hanno fatto parte del movimento del '77 e successivi. Tuttavia, analogamente ad altri termini relativi al rock, il termine punk sarebbe solo un abbreviativo del genere punk rock.

## Storia

### Origini

#### Il garage rock e il mod
All'inizio e nella metà degli anni sessanta, si diffondono in Nord America molti gruppi garage rock, tra cui i Sonics, i Kingsmen e i Wailers, successivamente considerati progenitori del punk rock. I Kingsmen, gruppo di Portland, Oregon, ebbe un successo improvviso con la cover del 1963, Louie, Louie, il quale testo verrà citato come "testo originario del punk". Il suono minimalista di molti gruppi garage venne influenzato dall'ondata della british invasion. I singoli del 1964 dei Kinks, You Really Got Me e All Day and All of the Night, vennero definiti come, "predecessori dell'intero genere a tre accordi. "I Don't Want You" del 1978, ad esempio, "è puramente assimilabile ai Kinks". Nonostante abbia avuto poca influenza nelle classifiche statunitensi, l'inno dei Mod, My Generation degli Who del 1965, influenzato dai Kinks, è un predecessore del mix di ferocia musicale e attitudine ribelle che avrebbe caratterizzato poi il primo punk britannico: John Reed descrive l'apparizione degli Who come un 
(John Reed)
Gli Who, e analogamente gli Small Faces, sono tra i pochi gruppi storici del rock per i quali i Sex Pistols provavano riconoscenza. Nel 1966 la corrente mod è già in declino, il garage rock statunitense perde il proprio appeal nei due anni seguenti, ma l'approccio musicale aggressivo e il carattere da outsider del garage psych in gruppi come i Seeds sono raccolti ed enfatizzati da band che sarebbero state riconosciute successivamente come figure cruciali del proto-punk.

#### Proto-punk
Nel 1969 appaiono due album di debutto di due gruppi originari del Michigan, considerati centrali per i dischi proto-punk. In primavera, gli MC5 di Detroit pubblicano Kick Out the Jams. "Musicalmente il gruppo è intenzionalmente grezzo e aggressivamente crudo", come scritto dal critico di Rolling Stone, Lester Bangs, che aggiunge:
(Lester Bangs, Rolling Stone)

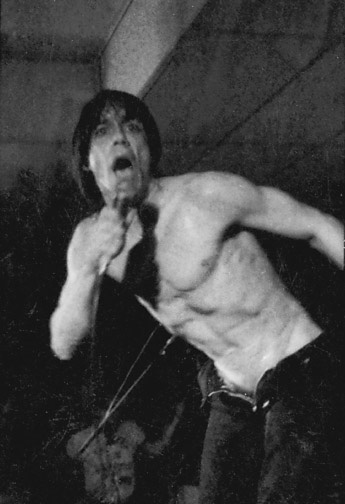
Iggy Pop, il padrino del punk.

Quell'estate gli Stooges di Iggy Pop appaiono con un album omonimo. L'album è prodotto da John Cale, precedentemente membro del gruppo rock sperimentale originario di New York dei Velvet Underground. Avendo guadagnato una "reputazione come primo gruppo underground rock", i Velvet Underground avrebbero ispirato, direttamente o meno, molte dalle band coinvolte nella creazione del punk rock.
Nella East Coast, i New York Dolls, sviluppano l'originale impeto del rock and roll degli anni cinquanta in una moda che sarebbe stata poi conosciuta come glam punk. Nell'Ohio emerge una piccola ma influente scena rock underground, guidata dai Devo, gli Electric Eels e i Rocket from the Tombs, che, nel 1975, si sarebbero fusi nei Pere Ubu e nei Dead Boys; quest'ultimi si sarebbero poi trasferiti a New York per diventare parte della scena punk rock della città. A Londra, la scena pub rock riporta la musica alle sue basi e fornisce uno spunto per molti dei successivi membri, chiavi dell'esplosione punk, compresi gli Stranglers, Cock Sparrer e Joe Strummer dei The 101'ers, uno dei fondatori dei Clash. Gruppi con una sensibilità simile provengono da Düsseldorf, dove il gruppo "punk prima del punk" Neu! si forma nel 1971, costruendo la tradizione Krautrock di gruppi come i Can. Una nuova generazione di gruppi garage rock australiana, ispirata soprattutto dai the Stooges e dagli Mc5, si avvicina sempre maggiormente a quello che sarebbe stato chiamato "punk": a Brisbane, i Saints richiamano al suono grezzo dei britannici Pretty Things, usciti da un tour di successo in Australia e Nuova Zelanda nel 1965. I Radio Birdman, fondati nel 1974 da Deniz Tek, emigrato da Detroit, suonano a Sydney delle improvvisazioni a un pubblico piccolo ma fanatico.

#### Origine del terminepunk
Prima della metà degli anni settanta, il termine punk, un termine pluricentenario dall'etimologia oscura, veniva utilizzato per descrivere "un giovane imbroglione, un gangster, un teppista o un ruffiano". Come spiegato da Legs McNeil, 
(Legs McNeil)

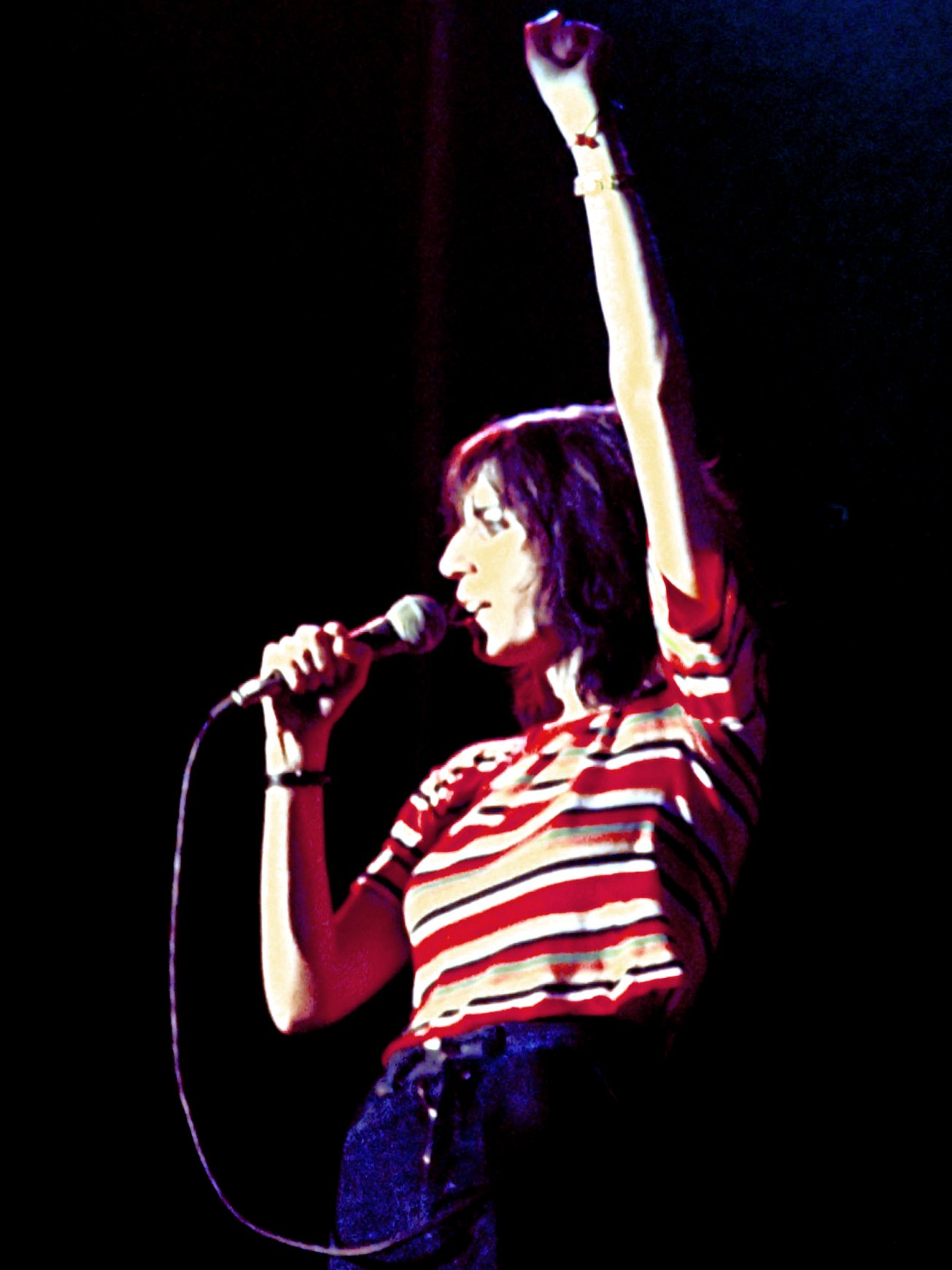
Patti Smith nel 1976.

Il primo uso conosciuto del termine "punk rock" risale al Chicago Tribune del 22 marzo 1970, in cui il poeta e cantante Ed Sanders venne citato descrivendo uno dei suoi album come una "sentimentalità punk rock" ("Punk rock-redneck sentimentality"). Dave Marsh è il primo critico musicale che adopera il termine, descrivendo, nel maggio 1971 su Creem, i Question Mark & the Mysterians come "punti di riferimento del punk rock". Nel giugno 1972, il fanzine Flash include una "Punk Top Ten" degli album anni sessanta. Quell'anno, Lenny Kaye utilizza il termine nelle note alla raccolta, Nuggets: Original Artyfacts from the First Psychedelic Era, 1965-1968, per riferirsi a gruppi del garage rock degli anni sessanta come: The Standells, The Sonics e The Seeds. La rivista, Who Put the Bomp, mantiene questo uso fino all'inizio degli anni settanta, utilizzandolo anche per alcuni degli artisti più dark e primitivi del rock psichedelico degli anni sessanta.

Intorno al 1975, il termine, punk, viene usato per descrivere personaggi diversi come, Patti Smith, con il chitarrista Lenny Kaye, e Bruce Springsteen. Nello stesso momento in cui cresce la popolarità del CBGB, club di New York, aumenta la visibilità per queste sonorità in via di sviluppo. Il proprietario Hilly Kristal chiamava il movimento "street rock". John Holmstrom usa la parola punk in Aquarian magazine "per descrivere ciò che accadeva al ". La rivista di Holmstrom, McNeil e Ged Dunn, Punk, che debutta alla fine del 1975, è cruciale per decodificare la parola.
(John Holmstrom)

### La nascita del punk rock

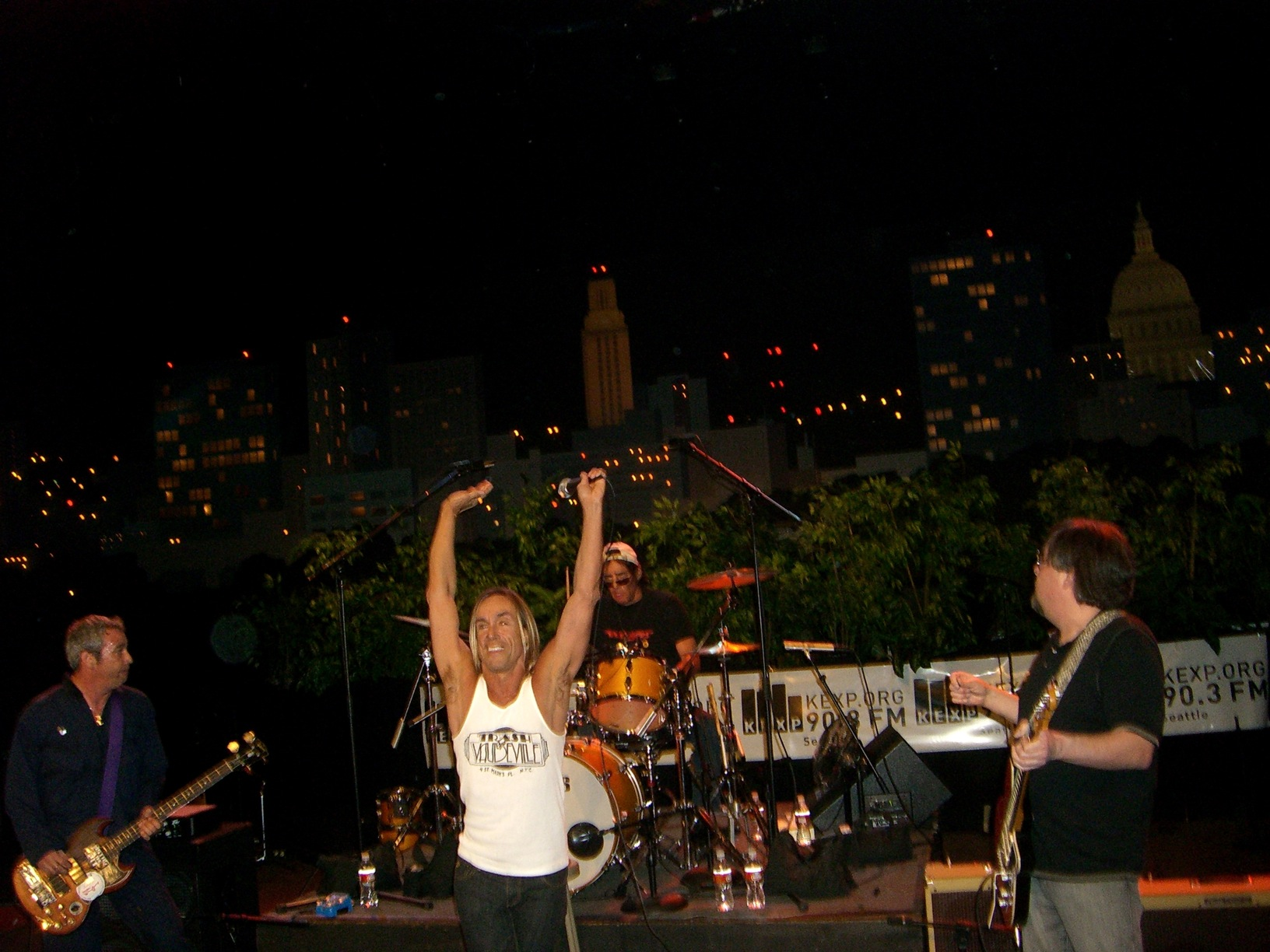
Gli Stooges in concerto a New York nel 2007.

La genesi del punk rock, iniziata con le sperimentazioni rock di band come Who, Velvet Underground e New York Dolls, attraversa il momento chiave e fondamentale all'inizio degli anni settanta, a Detroit (USA), quando un ragazzo, che prenderà il nome di Iggy Pop, e altri amici fondano una band chiamata The Stooges, già protagonisti del movimento proto-punk, che, sebbene abbia avuto una notorietà e un successo commerciale inferiore a quello dei primi protagonisti del punk rock, ha un ruolo fondamentale della nascita del genere.
Gli Stooges, infatti, pur non caratterizzandosi per il talento e l'eclettismo tecnico tipici delle band citate poco sopra, divengono fondamentali sotto due profili principali. Innanzitutto, l'aggressività e la velocità della musica, che prevede chitarre distorte, riff abbastanza semplici, così come le linee di basso, e batteria molto presente. A ciò si aggiunge l'intensità delle esibizioni musicali, il modo di porsi frequentemente di rottura e in contrapposizione.
La band si scioglie nel 1974, ma a quel punto la sua influenza, soprattutto negli USA, era già notevole. Tra tutti i giovani fan di Iggy Pop e compagni, quelli che certamente avranno più fortuna sono, Jeff Hyman e John Cummings, due ragazzi di New York accomunati dalla passione per il rock, e che, di lì a poco, prenderanno i nomi di Joey Ramone e Johnny Ramone, ed insieme a Douglas Glenn Colvinm, alias Dee Dee Ramone, e Tamás Erdélyim, alias Tommy Ramone, formeranno la prima vera e propria band punk rock della storia musicale, i Ramones. Da questo momento l'evoluzione del genere si divide in tre principali zone.

#### Zona di New York

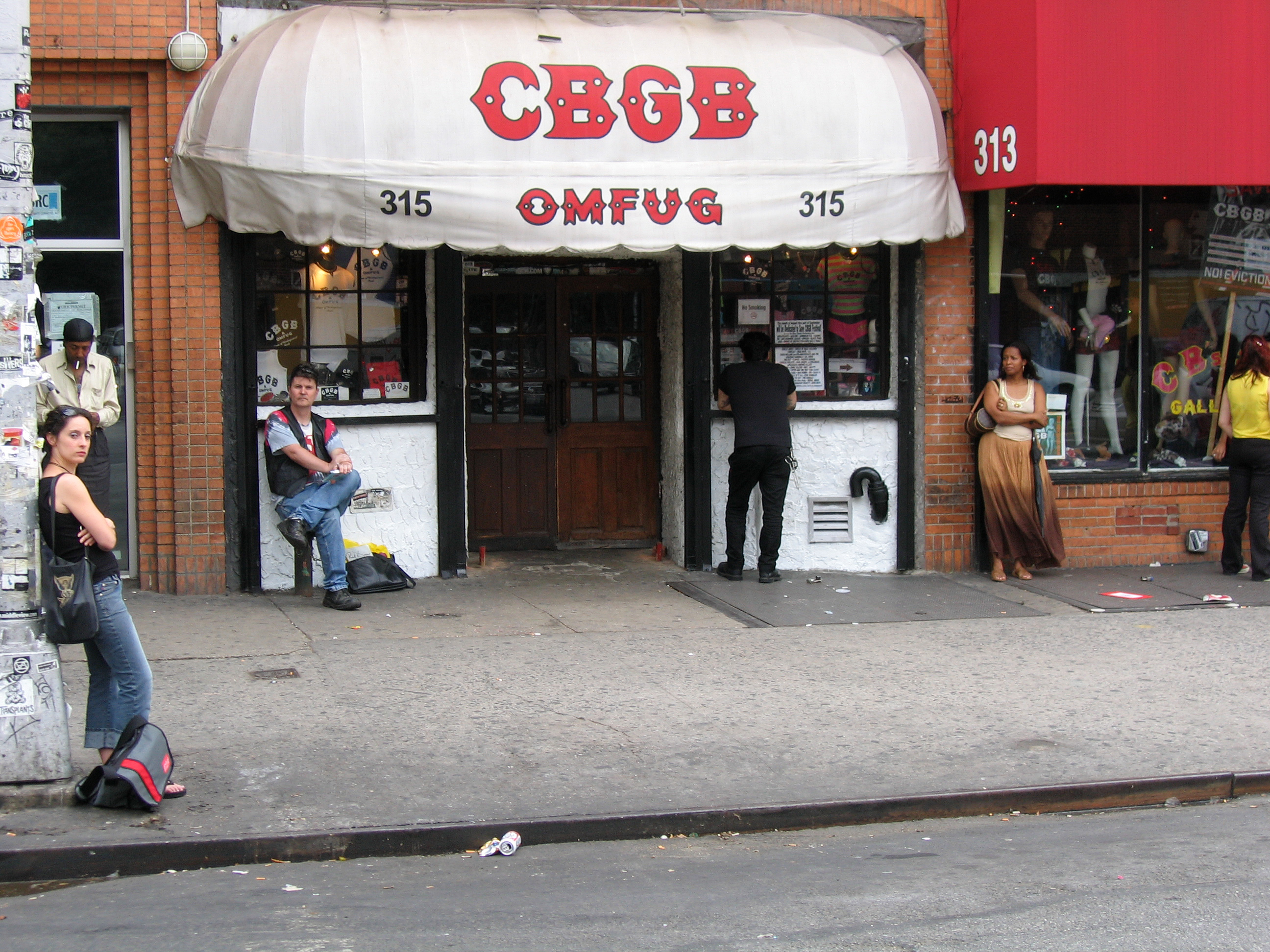
Il CBGB, locale di New York dove il movimento punk rock si è sviluppato.

Sebbene alcuni ritengano che la nascita del punk rock sia avvenuta grazie agli Stooges, è globalmente riconosciuto che la prima band punk rock sia la band dei Ramones, noti anche come i "Fast Four", in italiano, "i veloci quattro", in analogia ai "Fab Four", in italiano, "I favolosi 4", cioè i The Beatles.
Il primo album, intitolato Ramones, è del 1976, ed anticipa di un anno i brani dei gruppi britannici. Caratteristica della loro musica era un rock & roll sporco, ispirato ad artisti classici come i Rolling Stones e gli Who, soprattutto, come detto, gli Stooges, ma più grezzi e meno tecnici, secondo alcuni, ispirato dal garage rock, anch'esso un genere tendenzialmente più grezzo e sporco, e altre forme di rock & roll come il surf.
La scena di New York e della East Coast, fu la prima a svilupparsi, anche a causa di gruppi formati in precedenza nelle stesse località, che ispirarono e anticiparono l'ondata punk. Questi gruppi vennero ribattezzati, proto-punk, come gli Stooges, i New York Dolls, gli Heartbreakers, i Television, gli MC5, i Talking Heads, Tuff Darts e altri. Fondamentale in tutto questo fu l'attività svolta da un piccolo locale sito a Manhattan, il CBGB, nel quale, tutte queste band erano solite suonare. I primi critici musicali entrati nel club, rimasero sconvolti.
Anche la band Television, citata sopra, suonava molto frequentemente al CBGB, sebbene la loro musica non possa essere ritenuta pienamente punk rock, bensì proto punk. Tuttavia ebbe un'importanza notevole soprattutto per la creazione dello stile "estetico" punk. Il bassista Richard Hell, infatti, fu il primo a creare il look composto da giubbotti di pelle, t-shirt e capelli corti con la "cresta".
Un'altra frequentatrice del CBGB fu Patti Smith con la sua musica rock, considerata proto punk a tematica femminista. Il suo album di debutto Horses, fu di notevole importanza per la genesi del punk rock e venne pubblicato nel novembre 1975, contemporaneamente al celebre singolo dei Ramones Blitzkrieg Bop.

#### Regno Unito

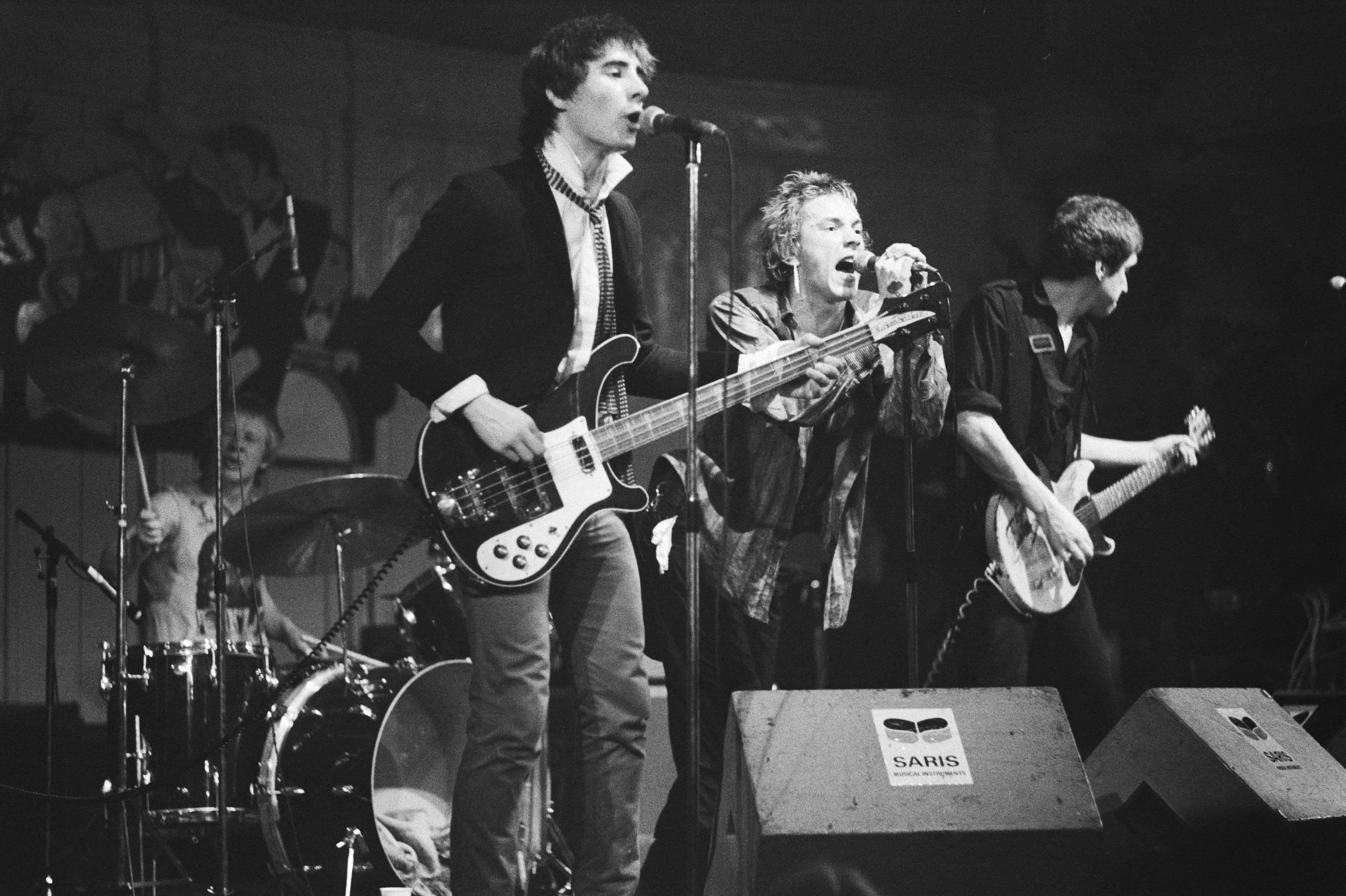
I Sex Pistols in concerto ad Amsterdam nel 1977.

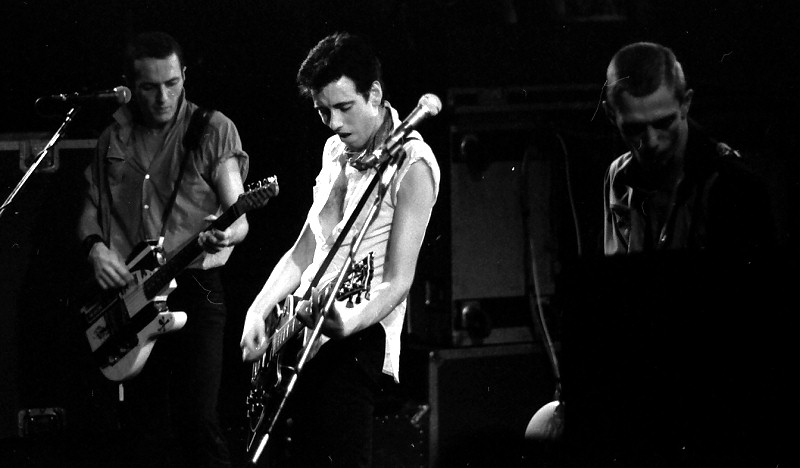
I Clash in concerto nel 1980 a Oslo (Norvegia). Da sinistra Strummer, Jones e Simonon.

Lo stile musicale punk si diffuse anche oltre oceano, più precisamente nel Regno Unito. Nonostante una quasi identità stilistica, in Europa il genere si caratterizza per un'estrema politicizzazione, sia nei testi che nei comportamenti. I moti del 1968, la crisi economica e la forte contrapposizione politica del momento sono l'humus sul quale, soprattutto a Londra, nascono le prime band punk rock.
Personaggio chiave nella migrazione in Europa del punk rock fu Malcolm McLaren, che, dopo un breve periodo da manager dei New York Dolls, nel maggio del 1975 fece ritorno a Londra ispirato dall'ambiente conosciuto a New York e al CBGB. Decise innanzitutto di aprire un negozio di abbigliamento, col nome SEX, insieme a Vivienne Westwood, specializzato in vestiti all'epoca non alla moda, come le t-shirt, i giubbotti di pelle, le borchie e in generale l'abbigliamento fetish, lanciato oltreoceano dai Ramones e dai Television, che caratterizzerà tutto il movimento punk. Inoltre iniziò a svolgere le funzioni da manager in una band chiamata, The Swankers, che presto prese il ben più celebre nome di Sex Pistols. La band ebbe subito un discreto successo a Londra, soprattutto nel sobborgo di Bromley, tanto che i primi fan del gruppo furono soprannominati, the Bromley Contingent.
Altro evento di grande importanza avvenne il 4 luglio 1976, quando i Ramones e The Stranglers suonarono, come gruppo spalla dei Flamin' Groovies, dinnanzi a 2 000 persone a Londra nel locale Roundhouse. La notte successiva, alcuni membri dei Sex Pistols e una nuova band punk rock inglese, The Clash, parteciparono a un altro concerto dei Fast Four. Questi eventi segnarono un punto cruciale nella genesi del punk rock inglese.
Nei mesi seguenti, infatti, le band punk rock erano cresciute notevolmente sia come numero che come popolarità, spinte dal successo dei Pistols. A Londra si formarono The Damned, The Vibrators, The Slits, X-Ray Spex, Siouxsie and the Banshees, Eater, UK Subs, The Adverts, i London, e i Chelsea, che diventarono i Generation X. Gli Sham 69 iniziarono nell'Inghilterra sudorientale (Hersham). Nella zona di Manchester, alcuni concerti estivi dei Pistols ispirarono band come i Buzzcocks e la band inizialmente nota come Warsaw e in seguito come Joy Division. A Durham si formarono invece i Penetration e nel Surrey la band, molto influenzata dal mod revival, The Jam.
Nell'ottobre del 1976 furono i The Damned a pubblicare il primo singolo punk rock di una band inglese, con il nome di New Rose. Il mese successivo, fu la volta dei Sex Pistols con il singolo, Anarchy in the U.K., mentre a dicembre, i Sex Pistols, The Clash, The Damned e The Heartbreakers iniziarono, il cosiddetto, Anarchy Tour, una serie di concerti per tutto il Regno Unito. Il tour non ebbe però molta fortuna e molte date furono cancellate dopo la diffusione di reportage sui comportamenti delle band e soprattutto dei loro fan. In particolare, a creare la non invitante fama delle band punk rock, fu il filmato che riprendeva il chitarrista dei Pistols Steve Jones in una violenta lite con un giornalista televisivo.

#### Los Angeles

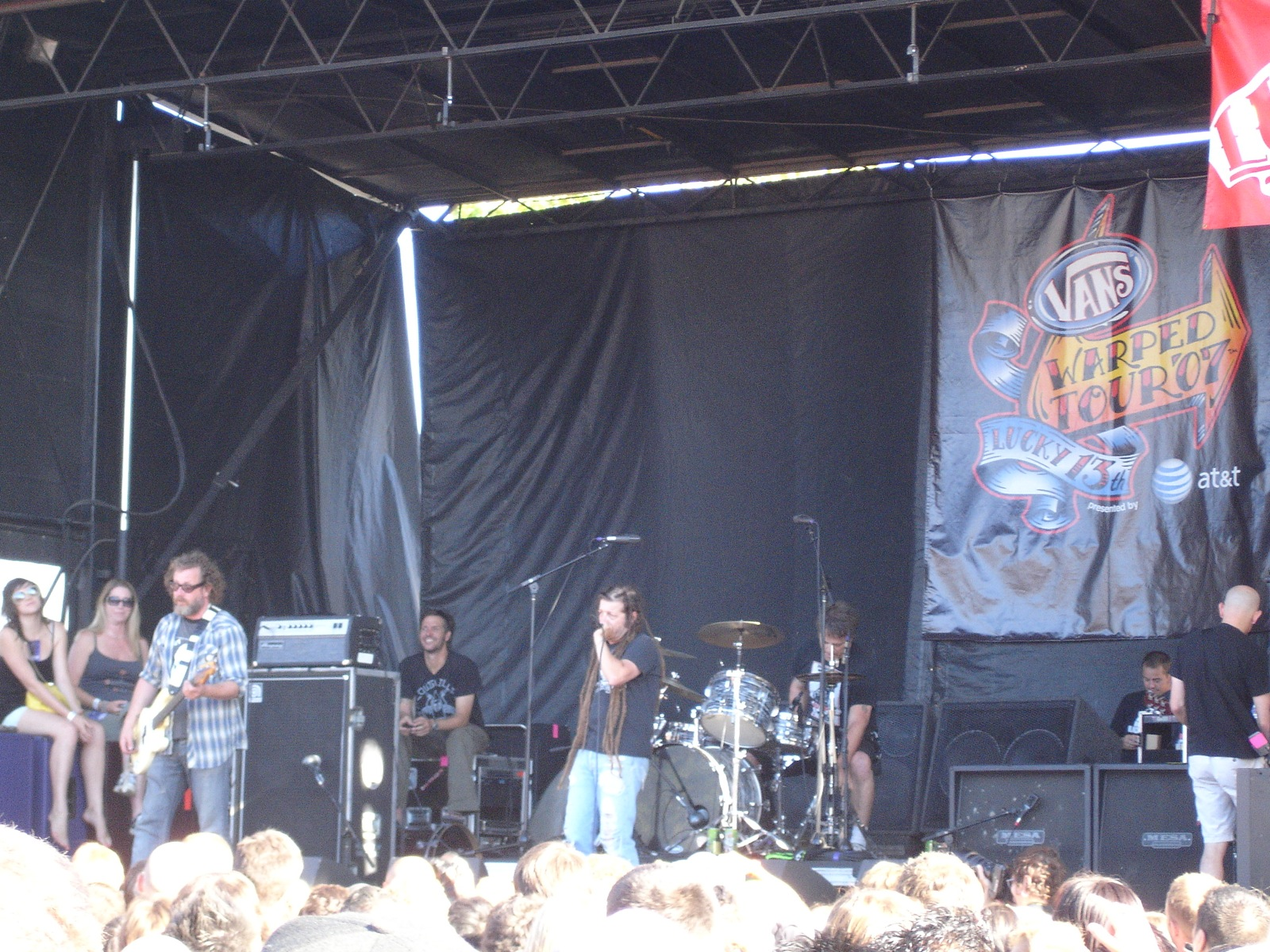
I Circle Jerks in concerto nel 2007 a Oslo (Norvegia).

In ritardo rispetto alle altre due zone, anche Los Angeles ebbe la sua importanza nel panorama punk iniziale, con band come i The Germs, seguiti poi dai Circle Jerks, The Weirdos, The Dickies, X, caratterizzati da un sound decisamente più duro e al contempo di testi più politicizzati di quelli dell'east coast, caratteristiche che portarono il punk in territori più aggressivi. L'importanza della zona crebbe molto nel tempo, tanto che proprio qui si formarono le prime band hardcore punk e che, dagli anni novanta fino ai giorni nostri, è rimasta la zona più fertile, con l'esplosione del punk revival e dei generi pop punk, skate punk e melodic hardcore punk.

### L'evoluzione da fine anni settanta
L'Inghilterra, fu unica nazione dove il movimento punk 77 riscosse un vero e proprio successo commerciale, tanto che l'album di debutto dei The Clash, pubblicato nell'aprile del 1977 raggiunse la dodicesima posizione nella classifica inglese mentre il singolo dei Pistols, God Save the Queen raggiunse il secondo posto, determinò un'ulteriore evoluzione musicale oltreoceano.
Mentre a New York, con la fondamentale eccezione dei Ramones, il punk rock si stava modificando nei sottogeneri new wave e Post-punk, altre band si formarono altrove. Nel New Jersey nacque uno dei gruppi più importanti e più influenti della storia del genere, ovvero i Misfits, il cui stile venne ribattezzato come horror punk, e anche in Canada, in particolare a Toronto e a Vancouver, il genere crebbe in popolarità.
Come già detto, tuttavia, fu nella costa pacifica degli USA, in particolar modo in California che il punk rock visse la sua "seconda giovinezza" e conobbe la prima variazione stilistica estrema, conosciute come l'hardcore punk, quasi in contemporanea con il movimento inglese UK 82.

#### L'hardcore punk

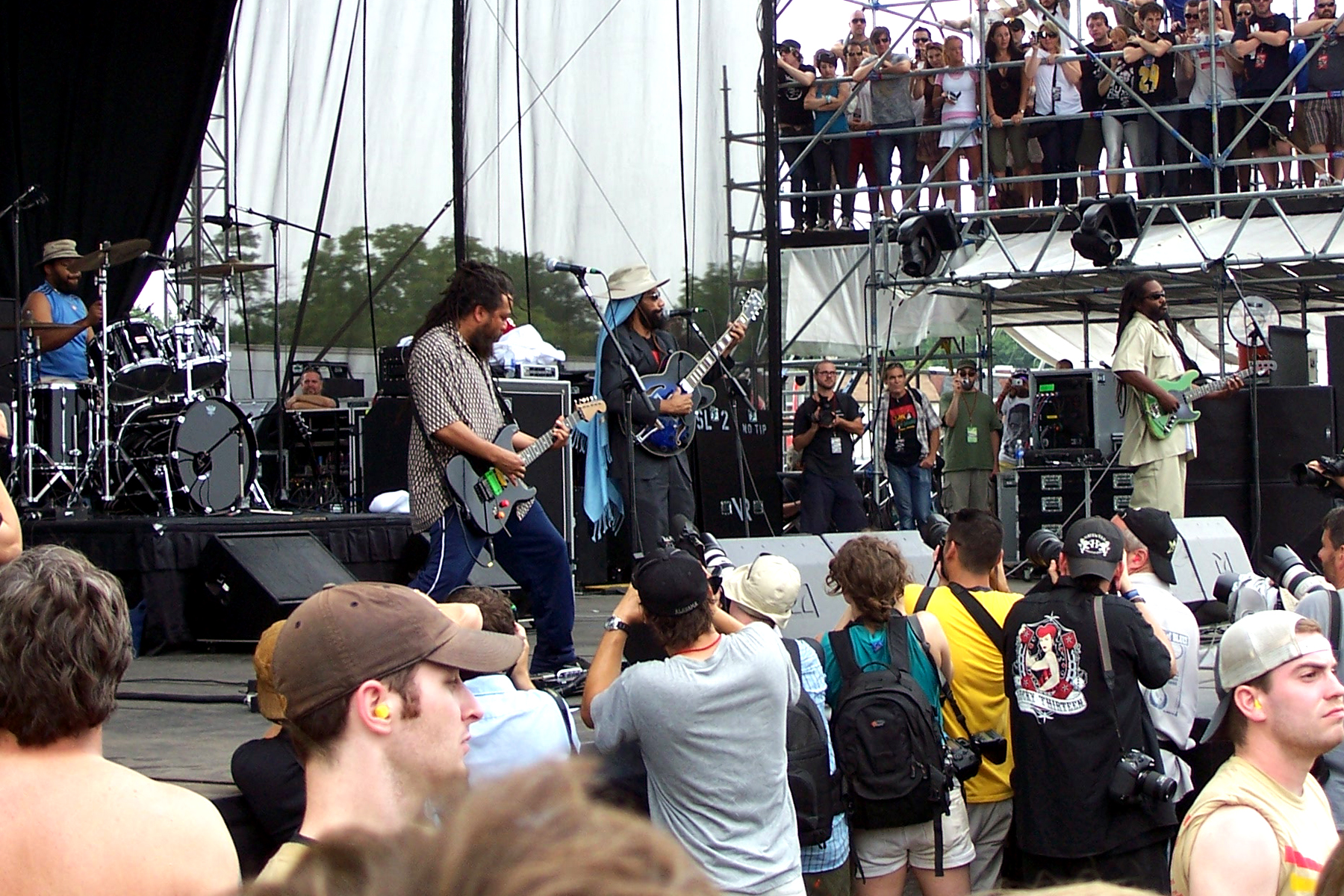
I Bad Brains in concerto nel 2007.

##### La scena statunitense
Negli anni 1978-79, con l'esplosione dell'hardcore nella California meridionale, e successivamente a Washington, ebbe inizio un periodo di rivalità tra i sostenitori del nuovo genere musicale e quelli del movimento punk 77 iniziale. L'hardcore era più diffuso e apprezzato tra i più giovani, tuttavia era spesso percepito come troppo violento e limitato dal punto di vista musicale. A Los Angeles, le due "fazioni" erano spesso chiamate come gli "Hollywood punks" e i "Beach punks", in riferimento, e alla popolarità dell'hardcore nelle zone di South Bay e della contea di Orange. Nel momento in cui la scena hardcore giunse a prevalere, quantomeno in California, molte band originariamente punk 77, virarono verso questo nuovo sottogenere, con le eccezioni dei The Go-Go's e degli X che rimasero su sonorità più melodiche e "old-style" raggiungendo peraltro un discreto successo.
Il genere, caratterizzato da un suono estremamente aggressivo e testi spesso orientati politicamente, nacque quindi alla fine degli anni settanta negli USA. Secondo il critico Steven Blush "L'hardcore proveniva dalle estreme periferie degli Stati Uniti". L'Hardcore fu lo standard americano del punk rock per la maggior parte degli anni 80'.
Descritto da Jon Savage come "una furia di claustrofobico nichilismo", l'emersione di questo genere si espanse dalla California verso la east coast, dapprima nella capitale,con Washington DC hardcore, poi verso New York, New York hardcore, e Boston, Boston hardcore, e successivamente nel resto del mondo.
Le primissime band a incidere album hardcore sono i Black Flag e i Middle Class. I Bad Brains e i Teen Idles furono i primi rappresentanti nella scena di Washington. Subito dopo i precursori vi sono band come, i Minutemen, i Descendents, i Circle Jerks, gli Adolescents, i Social Distortion, i T.S.O.L. in California, mentre a Washington, i Minor Threat e gli State of Alert.
Nel 1981 alcune band inizialmente new wave, come i Dead Kennedys di San Francisco, iniziarono a suonare hardcore punk, mentre anche a New York comparvero i primi gruppi hardcore come, gli Agnostic Front, i Cro-Mags, i Murphy's Law e gli Sick of It All.

##### L'hardcore britannico

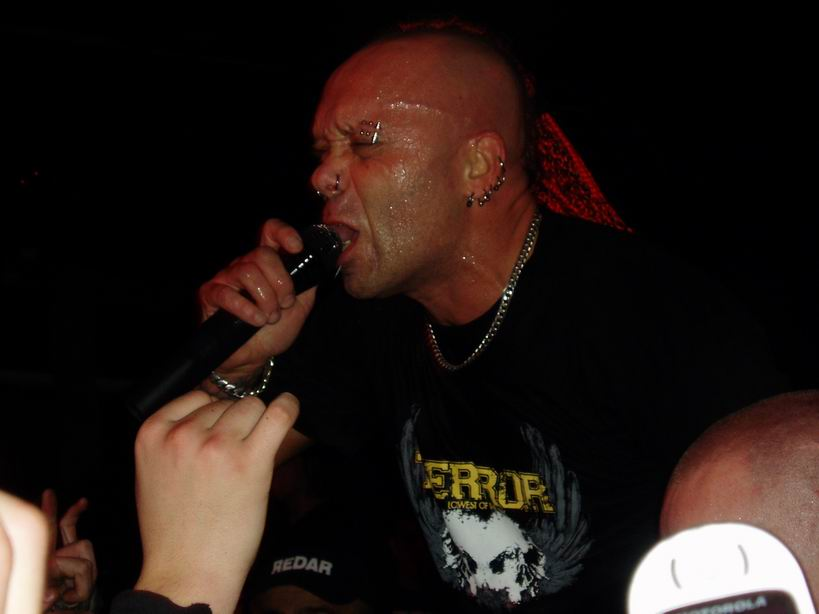
Il cantante degli Exploited Wattie Buchan in concerto nel 2007.

Contemporaneamente alla diffusione nella east coast americana, anche la scena punk rock inglese andava trasformandosi. Le sonorità british punk iniziali si erano molto modificate, soprattutto con lo scioglimento dei Sex Pistols nel 1978, in direzioni opposte. Da una parte c'erano alcune band che avevano iniziato a sperimentare nuovi stili e nuove influenze estranee al movimento, come i Clash, ma anche gli Wire. Dall'altra invece gruppi che avevano estremizzato e reso ulteriormente più aggressivo il proprio sound, come gli Exploited.
L'UK 82 perdeva invece le radici della "prima ondata" e al contrario fu caratterizzata da un sound più cattivo, caotico, aggressivo, urlato, distorto, meno orecchiabile e che prese ispirazione anche da parecchi elementi della scena Metal dell'epoca. Alcune di queste band infatti vennero riconosciute come punk metal. Le principali band rappresentanti di questo sottogenere furono, oltre agli Exploited, i Discharge, GBH, Varukers e Broken Bones.

#### Principali generi di derivazione hardcore

##### L'hardcore melodico

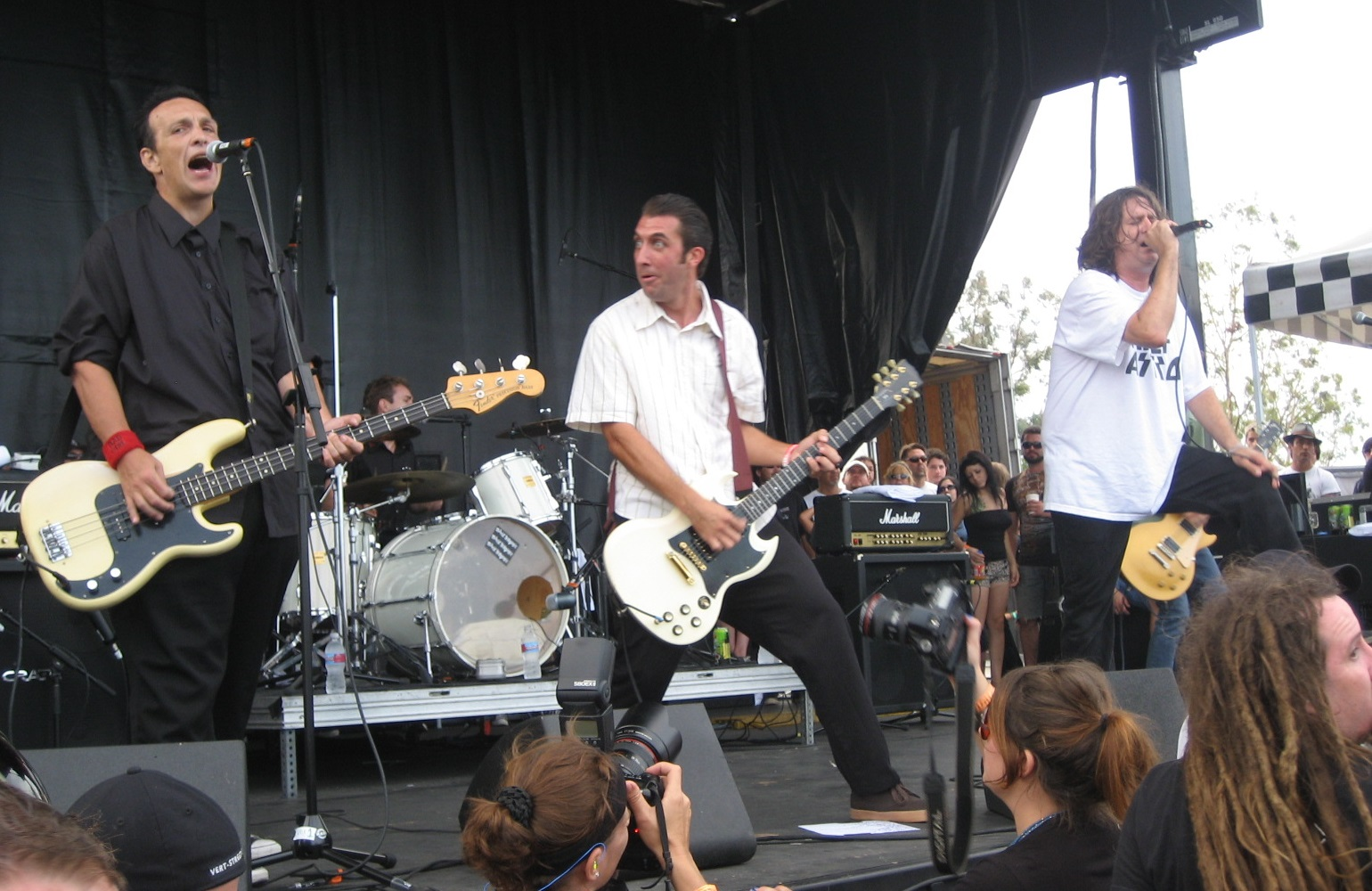
Gli Adolescents in concerto nel 2007.

L'hardcore melodico nasce agli inizi degli anni ottanta come immediata derivazione dell'hardcore, che in quel periodo era il genere punk rock dominante nella scena internazionale.
Il genere mescola le sonorità hardcore con quelle pop punk ed emo, tanto che condivide, soprattutto con quest'ultimo sottogenere, diverse affinità sia per ambiente di evoluzione, che per gruppi appartenenti. Sono infatti i Dag Nasty, band emo della prima ondata proveniente da Washington a suonare per la prima volta un ibrido hardcore melodico, seguiti dalla band Straight Edge Gorilla Biscuit.
Da quel momento la diffusione dell'hardcore melodico si sposta verso la California, grazie a band, ritenute peraltro anche skate punk, come gli Adolescents e i Bad Religion, sovrapponendosi di fatto in toto al sottogenere degli skaters.

##### Lo skate punk
Ormai spesso sovrapposto e sinonimo dell'hardcore melodico, lo skate punk nasce originariamente come una derivazione dell'hardcore, melodico e non, particolarmente apprezzata e conosciuta nell'ambiente degli skater californiano. Con il passare del tempo il genere si è evoluto recependo influenze sempre più melodiche e pop punk.
Lo standard skate punk utilizza linee di basso piuttosto semplici, batteria veloce e spesso anche in controtempo e veloci chitarre distorte alla Ramones. Le prime band apparvero nella metà degli anni ottanta, da band come, Rich Kids on LSD, Dr. Know, Agression, Habeas Corpus, Scared Straight.
In seguito, la popolarità del genere raggiunse i massimi livelli grazie a gruppi come i Rancid, Bad Religion, NOFX, Pennywise, No Use for a Name, Suicidal Tendencies, Descendents, Adolescents, Millencolin, Dead Kennedys, Less Than Jake, The Suicide Machines, Lagwagon e molte altre.

##### Il post-hardcore

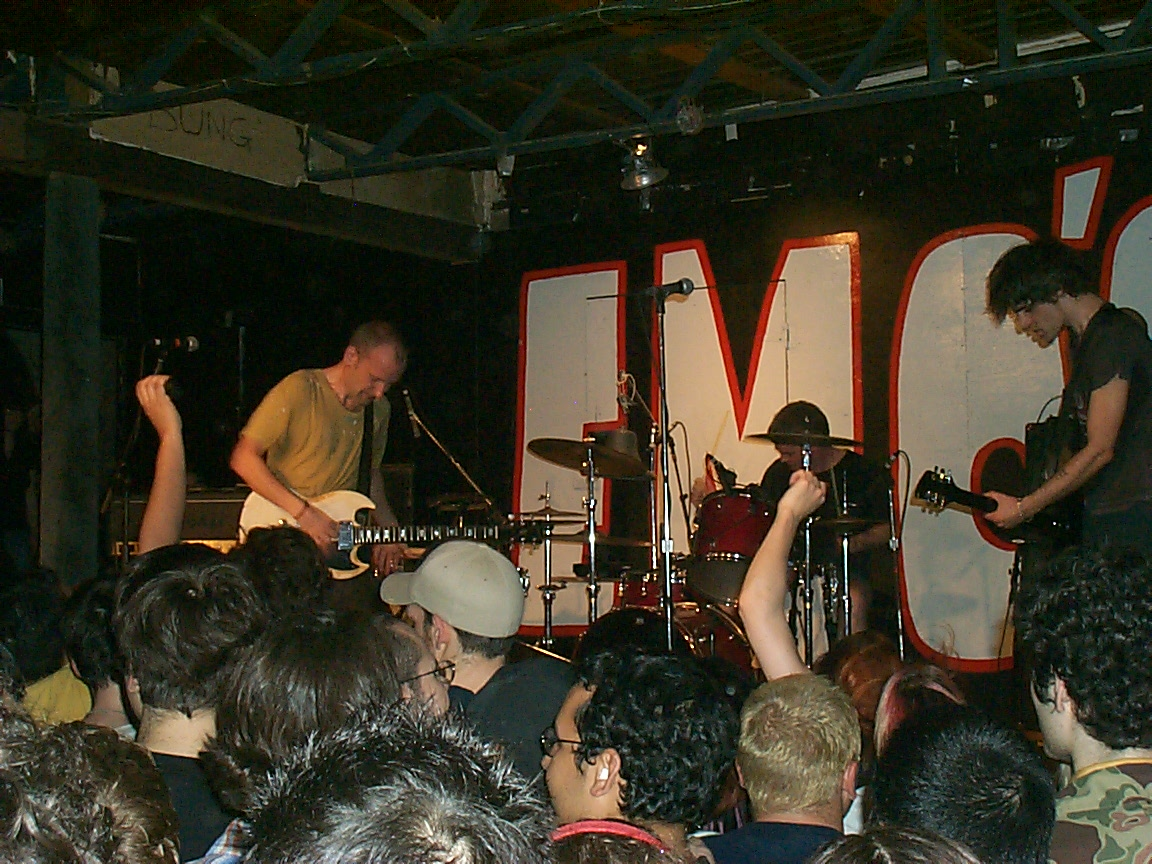
I Fugazi in concerto nel 2002.

Il post-hardcore nasce, nella metà degli anni ottanta del novecento grazie alle sperimentazioni di alcuni gruppi hardcore molto noti, come derivazione dell'hardcore statunitense e delle sue tipiche sonorità aggressive e veloci. Sono infatti band come i Fugazi, formata da componenti dei Minor Threat, e dei Quicksand, nel tentativo di arricchire e rendere musicalmente più sofisticato un genere piuttosto grezzo come l'hardcore, aggiungono a queste nuove sonorità.
Tra le band più note, che presentano spesso anche influenze art rock, vanno citate, oltre a Fugazi e Quicksand sopra citati, Drive Like Jehu, Bear vs. Shark, Rapeman, Shellac, Big Black, Hot Water Music, Helmet, Glassjaw, Far e At the Drive-In.

### L'hardcore politicamente orientato

#### Anarcho punk

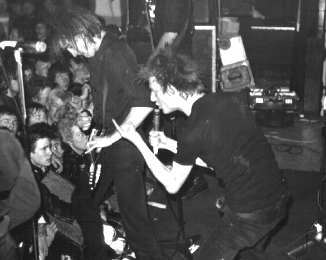
I Crass furono uno dei capostipiti dell'anarcho punk. I loro indumenti militari neri diventarono un simbolo del genere.

L'anarcho-punk si sviluppa parallelamente all'Oi! e all'hardcore punk. Sebbene molte punk band si proclamassero anarchiche, solo una parte di queste fu riconoscibile come veramente anarco- punk. Infatti le band anarco-punk seguono la filosofia anarchica nel suo vero significato, che comprende ideologie come il vegetarismo, pacifismo, animalismo, anticapitalismo. Al contrario, altre band che si proclamano anarchiche, interpretano l'anarchia come pretesto per il caos e il disordine, per il nichilismo e l'autodistruzione, senza prendere in considerazione gli effettivi elementi che caratterizzano l'ideologia anarchica nel suo reale significato. Questa categoria è riconosciuta come street punk. Attraverso uno stile molto semplice e una voce urlata, le prime band inglesi come i Crass, i Subhumans, i Flux of Pink Indians, i Conflict, i Poison Girls, e i The Apostles cercarono di trasformare la scena punk rock in un movimento anarchico. Come lo straight edge, l'anarco-punk è basato su una serie di principi come non indossare pellicce e promuovere una dieta vegetariana o vegana.
Dall'anarcho punk derivarono alcune correnti: i Discharge, nei primi anni 80' fondarono il D-beat. Altri gruppi, in prima istanza, gli Amebix e gli Antisect, svilupparono una corrente, poi chiamata crust punk. Alcune band del settore, come gli Exploited o i Charged GBH migrarono all'anarco-punk dopo che l'Oi! venne identificato come un movimento di estrema destra. Queste band, diventarono le figure principali del movimento UK 82. Dall'anarco punk partì anche il grindcore più vicino al death metal che al punk, grazie a band come Napalm Death ed Extreme Noise Terror. Negli Stati Uniti il movimento non è così forte come in Gran Bretagna ma ci sono alcune importanti band come i californiani Dead Kennedys e Another Destructive System e i texani MDC.
Molti gruppi anarcho-punk furono promotori di quella che è stata definita l'"etica del DIY", ossia del Do It Yourself, traduzione letterale in italiano di, fattelo da solo. Un famoso slogan anarco-punk difatti recita: "DIY not EMI"; questa vuole essere una presa di posizione consapevole contro le major della distribuzione musicale. Molte delle prime band anarcho punk sono state edite dalla Crass Records, casa discografica di auto-produzione dei Crass. Questa etica del DIY è inoltre una chiara presa di posizione anticapitalista, che propose la cultura punk e i suoi prodotti non solo come l'ennesima merce da vendere sugli scaffali dei supermercati di tutto il mondo. Dall'auto-produzione dei dischi, poi l'etica del DIY si è anche diffusa, per abbracciare sempre più aspetti della vita quotidiana e della commercializzazione. Un altro aspetto importante del DIY è la produzione e distribuzione di fanzine, ossia giornali autoprodotti, utilizzati per diffondere notizie e idee della scena punk.
Gli anarcho-punk sono "rivali" degli street-punk e vengono definiti dispregiativamente "Hippie Punks" dagli Street punk per il loro essere legati a ideologie pacifiste e non-violente,, e per il look, che se da una parte è composto da toppe, spille e scritte come quello Street punk, non è così appariscente curato, ma comprende abiti per la maggior parte neri, per contrastare il look variopinto e appariscente degli Street punk, e di recente riporta anche simboli come i dreadlocks di chiara ispirazione freak. Di risposta all'accusa di "hippie punks" da parte degli street punk, gli anarcho-punk definiscono dispregiativamente gli street punk, "fashion punks", accusandoli di essere dei modaioli per la troppa cura nell'abbigliamento appariscente e perfetto, con creste colorate e alzate con vari prodotti, vestiti talvolta costosi colorati e strappati apposta, borchie e toppe attaccate con cura.
Gli anarcho-punk si oppongono inoltre anche al movimento skinhead, molto vicino a quello degli street punk. Le critiche mosse da parte degli anarco punk nei confronti degli skinhead, riguardano principalmente i gravi disordini, provocati ai concerti e non solo e l'incitamento alla violenza. I Crass spingeranno ancora avanti la loro critica denunciando la strumentalizzazione politica del movimento sulla base di una falsa mitologia della classe operaia. "Affermare che il punk appartiene alla classe operaia significa solo strapparlo dalle sue vere radici, che sono nel rock interclassista rivoluzionario".

#### Oi! e Street punk

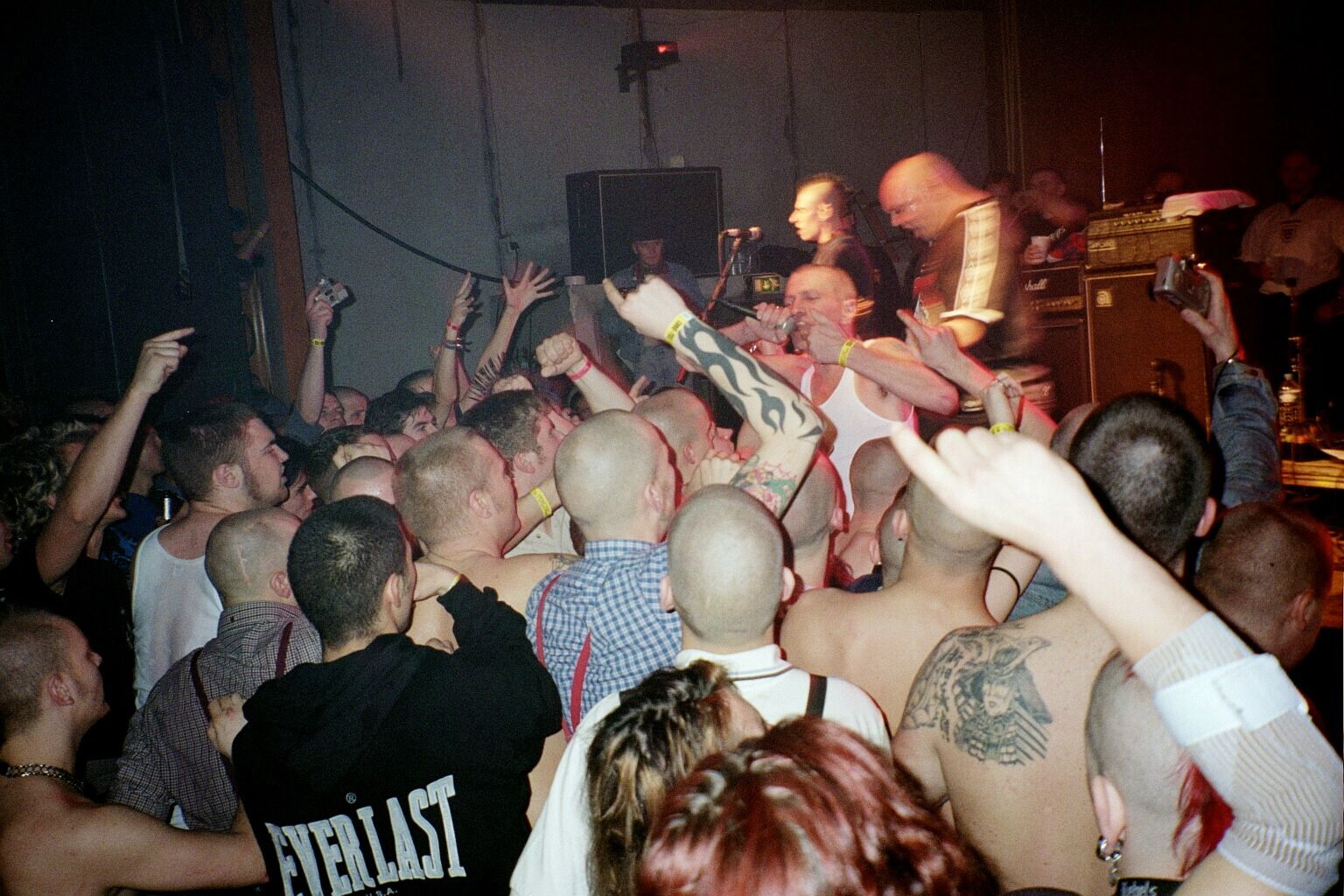
Gruppo di skinhead a un concerto

Il movimento skinhead cominciò a riemergere con l'ondata di punk rock britannica. Questa sintonia tra i due movimenti nacque appunto con la nascita nel punk britannico nella seconda metà degli anni settanta, dove il movimento skinhead, sviluppato negli anni sessanta ma decaduto qualche tempo prima, riemerse promuovendo il neonato punk rock come nuova musica eletta, al contrario dei precedenti skinheads indirizzati sulla musica nera giamaicana. I due movimenti, promuovendo quindi la stessa musica, condividendo spesso la stessa filosofia, e originando dalla stessa nazione, cominciarono ad avvicinarsi. Nacque così anche il motto "Punx & Skins" promosso da diversi gruppi street punk e Oi!. Non a caso, il genere street punk indica sia il genere sostenuto dagli street punx, sia quello sostenuto dagli skinheads, ovvero l'Oi!
Dopo la prima ondata di band punk inglesi come, Cock Sparrer e Sham 69, tra la fine degli anni settanta e l'inizio degli anni ottanta, band come, Cockney Rejects, Angelic Upstarts, Exploited, e The 4 Skins cercarono di riallineare lo spirito del punk rock con gli ideali della classe operaia. Lo stile venne originariamente chiamato "real punk rock" o street punk. Pare che Gary Bushell, un giornalista della rivista Sound coniò il termine "Oi!" nel 1980. Altri sostengono che fu il batterista dei Cockney Rejects a coniare il termine. Il nome deriva appunto dall'abitudine dei Cockney Rejects di urlare "Oi! Oi! Oi!" prima di ogni canzone, al posto del "tradizionale" "1,2,3,4!". I testi delle band Oi! cercano di riflettere lo stile di vita nell'Inghilterra di Margaret Thatcher. Una sottocategoria dell'Oi! chiamato "punk pathetique", formato dagli, Splodgenessabounds, dai Peter and the Test Tube Babies, e dai Toy Dolls. Questo stile cercò di aggiungere una nota umoristica ai testi, a volte finendo addirittura nel nonsense.
Il movimento Oi! sosteneva che molti partecipanti al primo punk rock erano, come detto dal chitarrista dei The Business Steve Kent, "Universitari alla moda che usano parole grosse cercando di essere artistici". Per l'Oi! la musica doveva essere accessibile e senza pretese.
Sebbene buona parte delle band Oi! della prima ondata fossero apolitiche o di sinistra, molte di loro vennero attratte dal movimento skinhead neonazisti di Gary Bushell. Questi skinhead razzisti facevano irruzione ai concerti di band Oi! cantando slogan fascisti, e attaccando risse. Alcune band Oi! erano riluttanti a fare loro gli ideali fascisti, tra questi gli Sham 69. Ciononostante, nell'immaginario collettivo il movimento venne associato con l'estrema destra, soprattutto a causa dell'influenza mediatica. Il 3 luglio 1981, in un concerto a Southall con The Business, The 4-Skins, e Last Resort, un gruppo di giovani asiatici entrò sparando, credendo fosse un raduno neonazista. Dopo la sparatoria di Southall, e altri avvenimenti di questo genere, la stampa e i media in genere, da allora in poi catalogarono definitivamente il movimento Oi! come appartenente all'estrema destra, con la conseguenza che questo perse i suoi ideali originari. A partire da questo periodo, iniziò un rapido declino della musica Oi!. Il genere ha poi continuato ad attrarre consensi benché su scala notevolmente ridotta rispetto al passato.
Le basi ritmiche spesso riprendono veri cori da stadio, mentre, per il resto, almeno nella prima versione, il genere è riconosciuto come parte del punk rock britannico. Due caratteristiche contraddistinguono l'Oi!: la prima è l'abitudine del cosiddetto coro da bettola, in cui si canta tutti assieme, possibilmente pogando e bevendo alcol. La seconda è la connotazione volutamente retorica e diretta dei testi, legati spesso all'oppressione, alla vita di strada, che in certi casi esprimono istanze politiche di entrambe le fazioni.
I testi, invece, da un lato si caratterizzano su un impegno socioeconomico giovanile, in certi casi possono essere schierati politicamente da entrambe le parti, criticando gli schieramenti politicamente opposti o i governi, oppure, come accade nelle Oi! band apolitiche, spesso sfociano nel semplice richiamo al divertimento, alla fratellanza con i Rude Boy, alle origini, allo stesso Oi! o allo ska, all'alcool, all'amore per il calcio o alla violenza. La violenza è un tema molto ricorrente nei brani dei vari gruppi Oi!, violenza spesso manifestata anche dai molti skinhead al seguito delle band. A questo riguardo sono emblematiche le parole di Gary Hodges, cantante nel gruppo dei The 4 Skins: "Non incitiamo alla violenza, cantiamo solo di quello che ci succede attorno".

#### Lo straight edge

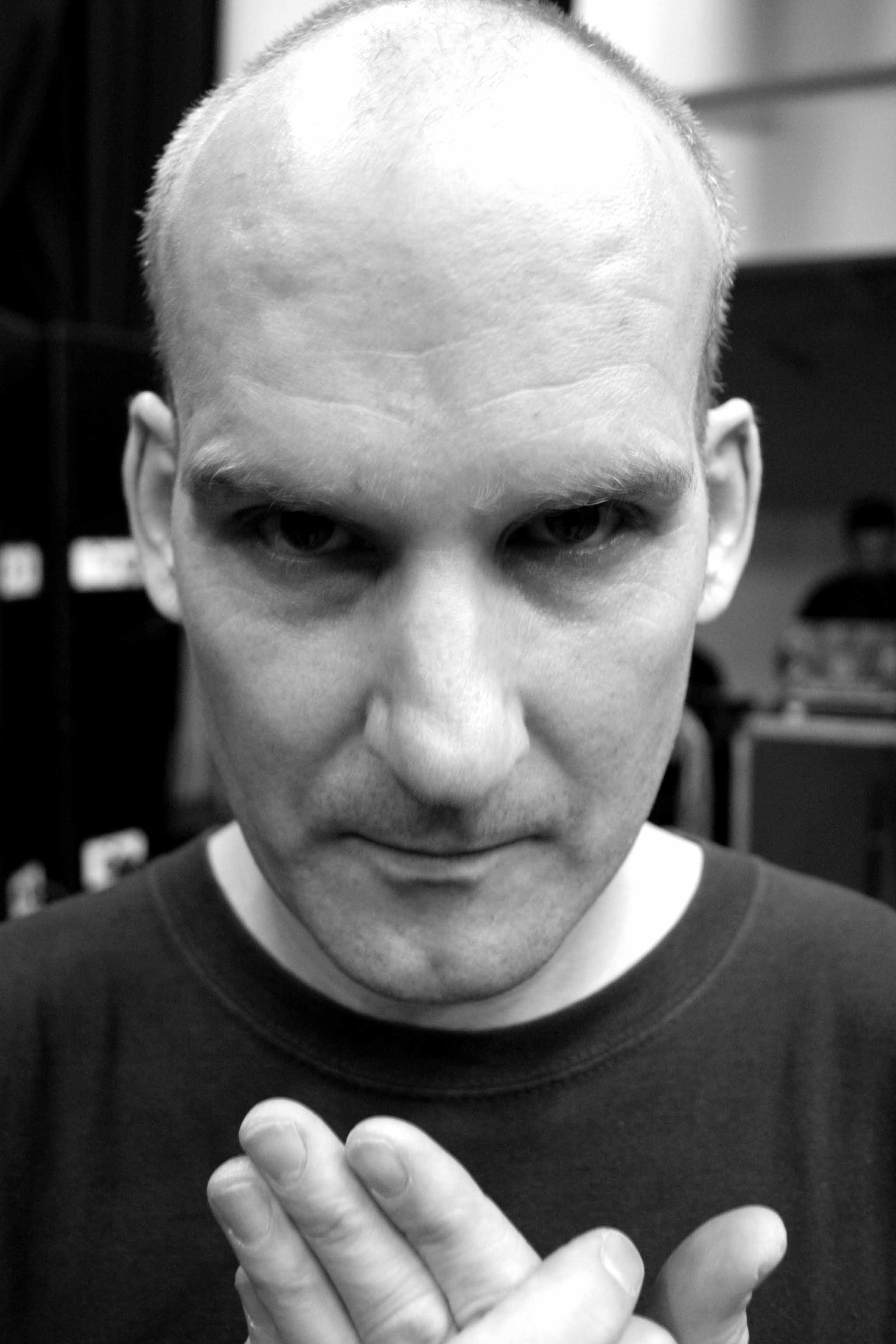
Ian MacKaye, cantante e frontman dei Minor Threat e ideologo dello straight edge.

Lo straight edge (abbreviato in "sXe"), genere musicalmente identico all'hardcore, si distingue per essere una filosofia, uno stile di vita che prevede l'assenza di tabacco, alcool, droghe e talvolta anche il vegetarismo. Questo movimento è stato teorizzato e messo per la prima volta in pratica nei primi anni ottanta dallo statunitense Ian MacKaye, membro del gruppo hardcore punk, Minor Threat e prende il nome da un loro famoso brano.
Lo straight edge si contrappone alla classica visione autodistruttiva e nichilista del punk rock e in particolare dello street punk, diventando uno stile di vita lontano anni luce dagli eccessi. Oltre ai Minor Threat, appartengono a questa "corrente" gruppi come, 7 Seconds, A Chorus of Disapproval, Earth Crisis, Good Clean Fun, Gorilla Biscuits, Government Issue, Negative FX, Rise Against, SSD e Youth of Today.

#### Altri sottogeneri politici
Meno noti per diffusione rispetto ad altre derivazioni hardcore, ma ugualmente importanti, sono le correnti prettamente tematiche e politicamente orientate, come il Riot grrrl, una forma di hardcore punk e movimento sociale emerso nei primi anni novanta conosciuto soprattutto per le sue forti posizioni di femminismo militante e attivismo politico i cui principali esponenti sono band come, Bikini Kill, Babes in Toyland, Devotchkas e L7.
Anche il queercore, sebbene non sovrapponibile completamente all'hardcore, presenta spesso molte somiglianze. Si tratta di una corrente, come suggerisce la stessa parola, tematica e musicale collegata al movimento culturale e sociale dei queer, emerso nella prima metà degli anni ottanta, e che si distingue per le posizioni contro la società attuale ed è sostenuto dalla comunità gay e lesbica, di cui fanno parte band come i Pansy Division.

## Sottogeneri e movimenti recenti

### Pop punk

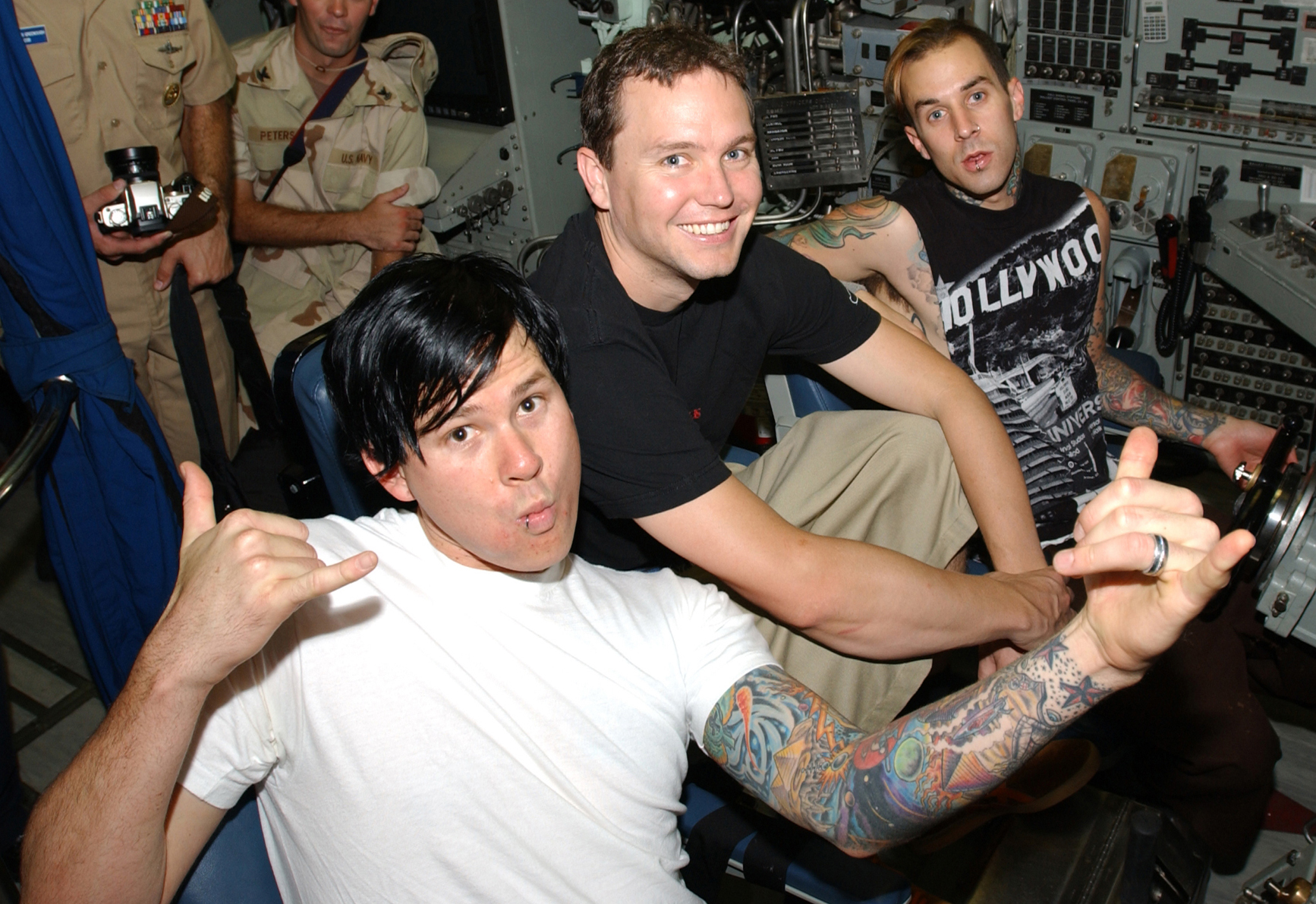
I blink-182.

Con il loro apprezzamento verso The Beach Boys ed il bubblegum pop della fine degli anni sessanta, i Ramones gettarono le basi per quello che sarebbe poi stato conosciuto come pop punk. Alla fine degli anni settanta, gruppi del Regno Unito come i Buzzcocks o gli Undertones, successivamente influenzati fortemente dal glam rock, combinarono la velocità e la caoticità delle sonorità punk rock con la musica pop nei toni e nei temi. All'inizio degli anni ottanta, alcuni dei gruppi principali della scena hardcore punk californiana enfatizzano un approccio più melodico rispetto a quello tradizionale del genere. Secondo il giornalista Ben Myers, i Bad Religion "fusero il loro suono seccante e politicizzato con le armonie più dolci"; i Descendents "scrissero canzoni spumeggianti ed ispirate dai Beach Boys sulle ragazze, il cibo e sull'essere giovani".

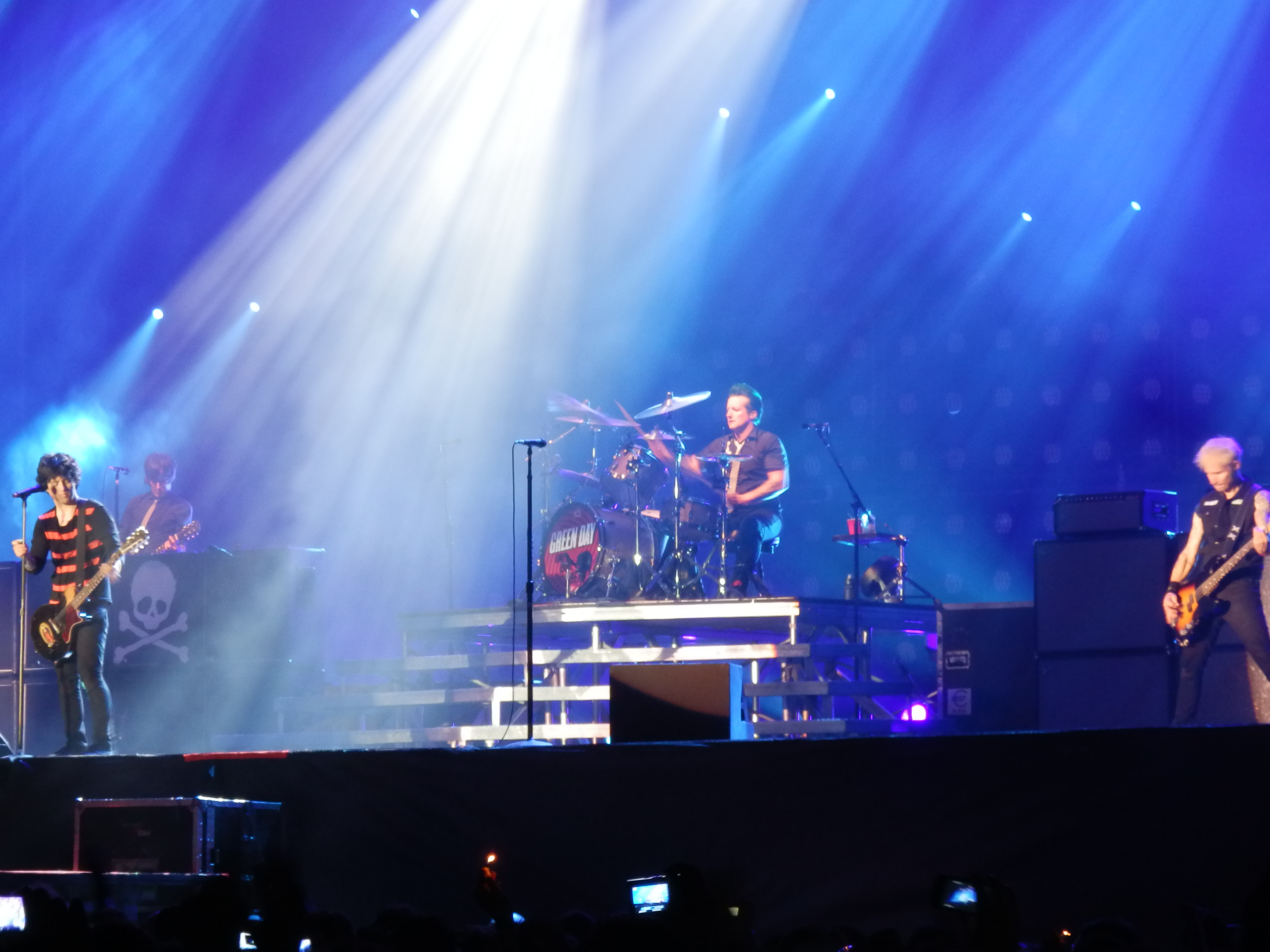
I Green Day.

La Epitaph Records, fondata dai componenti dei Bad Religion, è una delle basi dei futuri gruppi pop punk, inclusi i NOFX e The Offspring, con il loro skate punk influenzato dalla third wave of ska. Iniziano ad apparire gruppi che fondono punk e melodie pop, come The Queers e Green Day, influenzati da formazioni come i Screeching Weasel, in grado di condurre il pop punk al successo commerciale. The Vandals ed i Guttermouth svilupparono miscela di melodie pop con dei testi divertenti ed offensivi. Il pop punk commerciale più recente, come quello dei Blink-182 o quello dei Sum 41, venne talvolta criticato dai devoti del punk rock; come scritto dalla critica Christine Di Bella, "È il punk preso dal punto più accessibile, un punto dove si riconosce a malapena la sua origine, a parte la struttura a tre accordi".

### Emo

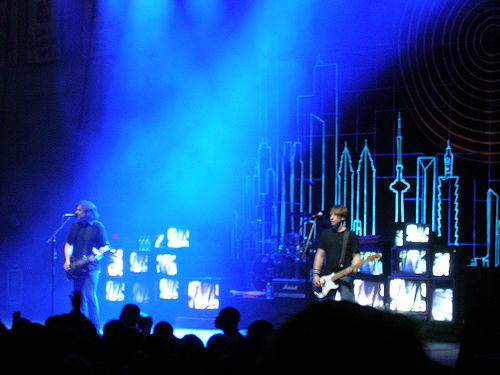
I Jimmy Eat World in concerto.

Nella sua versione originale della metà degli anni ottanta, l'Emo nasce nella scena hardcore di Washington D.C. come uno stile punk meno musicalmente restrittivo. Il termine originariamente di riferisce all'emocore, abbreviazione di emotional hardcore. Successivamente i termini emo e emotional hardcore prenderanno significati leggermente distinti. Celebri gruppi del primo emo sono i Rites of Spring, gli Embrace ed i One Last Wish. Il nome deriva dalla tendenza di alcuni dei membri di queste formazioni di essere estremamente emotivi durante le esecuzioni. Alla metà degli anni novanta, i Fugazi, formati dallo scioglimento degli Embrace, ispirano una seconda e più larga ondata di gruppi emo. Band come gli Antioch Arrow generano nuovi sottogeneri più intensi, come lo screamo, mentre altri sviluppano uno stile maggiormente melodico, più vicino all'indie rock. Altri come i Sunny Day Real Estate di Seattle, i Jimmy Eat World di Mesa (Arizona) e gli Yellowcard di Jacksonville riescono a uscire dalla scena underground, attraendo un'attenzione nazionale. Alla fine del secolo, l'emo ha gradualmente sorpassato l'hardcore nella scena punk statunitense, nonostante alcuni appassionati affermino che l'emo successivo non sia qualificabile in assoluto come punk.

### Il punk revival
Assieme ai Nirvana, molti degli artisti principali alternative rock degli anni novanta riconoscono di essere stati influenzati dallo stile punk rock degli inizi. Il successo dei Nirvana è stato cruciale affinché le major discografiche vedano nel punk un genere potenzialmente rimunerativo. Nel 1993, i Green Day ed i Bad Religion sono entrambi sotto contratto con le grandi etichette. L'anno successivo, i Green Day pubblicano Dookie, che diviene un grandissimo successo commerciale, ottenendo dieci dischi di platino e un disco di diamante. Stranger than Fiction dei Bad Religion ottenne invece il disco d'oro. Altri gruppi californiani, sotto contratto con l'etichetta indie Epitaph, fondata dal chitarrista dei Bad Religion, Brett Gurewitz, iniziarono così a ottenere successo. Nel 1994, la Epitaph pubblica Let's Go dei Rancid, Punk in Drublic dei NOFX e Smash dei The Offspring, tutti album premiati con il disco d'oro o di platino. Smash arriva a vendere oltre undici milioni di copie, diventando il disco di un'etichetta indipendente più venduto di tutti i tempi. MTV e le stazioni radio, come KROQ-FM di Los Angeles, ebbero un ruolo importante in questo successo, nonostante i NOFX avessero sempre rifiutato di concedere i loro video a MTV. Le enormi vendite dei Green Day e dei The Offspring aprono la strada verso il successo nel decennio successivo ad altri gruppi pop punk come i Blink-182, i Simple Plan, i Good Charlotte ed i Sum 41. Il Vans Warped Tour ed il grande magazzino Hot Topic riportano ancora maggiormente il punk tra la musica di tendenza statunitense.

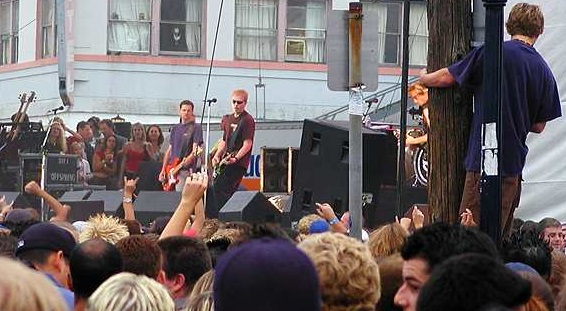
Gli Offspring in concerto nel 2001.

Seguendo la direzione dei Mighty Mighty Bosstones di Boston ed i Sublime di Long Beach, lo ska punk e lo skacore diventano popolari alla fine degli anni novanta. I gruppi ska revival originali si pongono tra la seconda ondata punk rock ed una musica molto vicina al radici ska giamaicane. Gruppi ska punk della terza ondata, third wave of ska, creano una vera fusione musicale con il punk e l'hardcore. Il successo dell'album dei Rancid del 1995, ...And Out Come the Wolves, aiuta questo revival ska, e gruppi come i Reel Big Fish ed i Less Than Jake continuano ad attrarre fan anche nel XXI Secolo. Altre formazioni con le origini dell'hardcore, come gli AFI, scalano le classifiche nel nuovo millennio. Il Celtic punk, grazie a gruppi come i Flogging Molly ed i Dropkick Murphys, fondendo il suono dell'Oi! e dei The Pogues, conquista un ampio pubblico. La tradizione australiana continua con gruppi come i Frenzal Rhomb, i The Living End ed i Bodyjar
Con la rinnovata visibilità del punk si sviluppano preoccupazioni nella comunità punk che la musica stesse per essere fagocitata dal mainstream. Queste comunità ritengono che nel firmare per major ed apparire su MTV, gruppi come i Green Day si stessero introducendo in un sistema cui il punk voleva opporsi fin dalla nascita. Molti fan disprezzano il punk rock delle società, incarnato da gruppi come Sum 41 e Blink-182. Tali controversie sono state parte della cultura punk fin dalle origini nel 1977, quando i The Clash furono accusati di "essersi venduti" per aver firmato con la CBS Records. Queste accuse si estesero anche ad altri gruppi seminali dell'ondata 77, in particolar modo ai Sex Pistols. Negli anni novanta, il punk rock è così integrato nella cultura occidentale che i simboli punk sono spesso utilizzati per vendere gruppi commerciali come "ribelli". I pubblicitari capitalizzano lo stile e la moda punk rock a tal punto che, ad esempio, nel 1993 una pubblicità per un'automobile, la Subaru Impreza, descriveva l'auto "come il punk rock". Nonostante la corrente commerciale abbia sfruttato molti elementi del punk, esistono tuttora molte scene punk underground.

### Ska punk

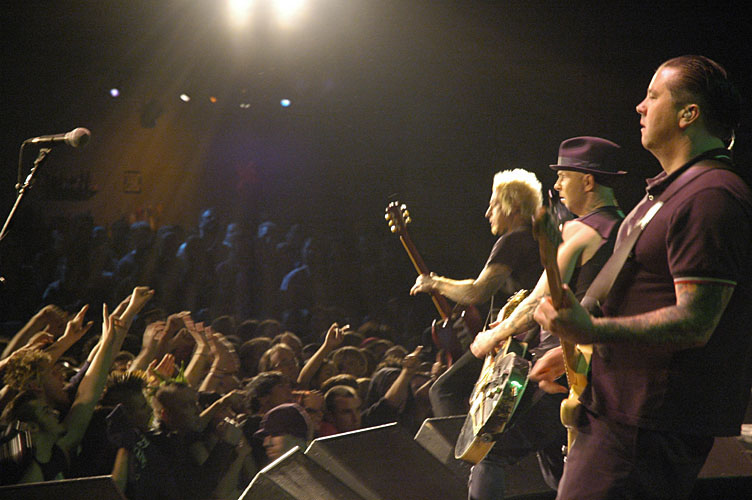
I Rancid, uno dei gruppi che rilanciarono lo ska punk a livello planetario.

Buona parte delle periferie di Londra nel quale emersero le punk band, erano popolate da un buon numero di immigrati giamaicani. Questo incontro tra culture portò inevitabilmente alla nascita del genere ska punk. Questo genere ibrido trae i ritmi dello ska giamaicano, o meglio la variante britannica sviluppata in seguito, nei tardi anni settanta, il 2 Tone ska, o ska revival, fondendolo o alternandolo con le dure sonorità del punk rock, o talvolta del hardcore punk. Per certi versi è simile allo ska tradizionale, ma più veloce e pesante. Come nello ska tradizionale, anche la sezione di fiati è presente il più delle volte. I primi accenni di ska punk possono risalire alla fine degli anni settanta nel Regno Unito, nel pieno periodo 2 tone ska, ovvero un'evoluzione stilistica del primo ska, sviluppata però in Gran Bretagna, che includeva elementi punk rock e generalmente rock. Gruppi 2 tone come Madness, The Specials, The Selecter, ma anche gruppi punk rock come i Clash, furono tra i primi a fondere la musica nera come lo ska e reggae al rock, ed in particolare al punk rock, nei loro album. Alcune delle prime punk band britanniche, come i Clash appunto, in un certo periodo della loro carriera sperimentarono nuove contaminazioni includendo lo ska e reggae. Vanno citati a proposito i brani London Calling, del 1979 e Sandinista!, del 1980, dei Clash, album che si distinguevano dai precedenti per la presenza, tra gli altri, di elementi reggae, ska, dub o jazz. Altri gruppi che seppero coniugare il punk con il movimento giamaicano, furono gli Stiff Little Fingers, che, nel debutto, Inflammable Material, del 1979, registrarono la reinterpretazione di Bob Marley "Johnny Was", mentre nel secondo album, Nobody's Heroes, del 1980, inclusero alcuni rifacimenti allo ska come nel brano, "Wait and See", oltre alla reinterpretazione di "Doesn't Make It All Right" della ska band, The Specials. Il genere venne riconosciuto come parte della third wave of ska, in italiano: "terza ondata di ska". Fino ai tardi anni ottanta, lo ska punk rimase comunque un fenomeno "underground", e, l'unico gruppo che all'epoca riuscì a ottenere una rilevante popolarità internazionale furono i Fishbone. Fu poi dalla fine degli anni ottanta che lo ska punk iniziò a diffondersi e popolarizzarsi, proprio grazie alle band americane. Dalla prima metà degli anni novanta, si assistette ad una vera e propria diffusione del genere, grazie soprattutto a band come i Rancid.
Il genere, negli anni novanta, si è sviluppato principalmente in California, e spesso molti gruppi skate punk, melodic hardcore e pop punk californiani sono stati influenzati dallo ska punk.

### Dance punk
Considerato agli inizi come genere correlato al Post-punk, la dance punk, nota anche come disco-punk o punk-funk, non è altro che un genere nato dalla fusione tra il punk rock e la musica dance, da discoteca, caratterizzata talvolta anche da utilizzo di synth e tastiere, o semplicemente basata sull'inserimento di ritmiche disco-funk. Nata verso la fine degli anni settanta, si sviluppa sia in Regno Unito che negli Stati Uniti d'America, grazie a band come James White and The Blacks, Talking Heads, Blondie, The Clash, Buzzcocks e Gang Of Four. Nato inizialmente come genere underground, negli ultimi anni di fine secolo e all'inizio del nuovo millennio raggiunse un gran numero di ascolti grazie a gruppi come i Transplants, The Rapture, LCD Soundsystem, Louis XIV e Klaxons.

## Diversificazioni del punk
Da quando l'attenzione dei media si è concentrata intorno al punk rock alla fine degli anni settanta, il movimento si è frammentato in una varietà di forme derivate. Secondo la descrizione del critico musicale Jon Savage, l'iniziale unità tra persone con pretese artistiche, bohémiens e punk rockers della classe operaia iniziò a dividersi. Da un lato, artisti New wave, dall'altro artisti Post-punk. Alcuni adottarono stili musicali più accessibili guadagnando in popolarità, altri si spostarono in una direzione più sperimentale. Dall'altro, gruppi hardcore punk, Oi! ed anarcho punk, molti dei quali con un programma esplicitamente politico, si legano strettamente alla cultura underground, realizzando una moltitudine di nuovi sottogeneri. Nel frattempo, formazioni pop punk creano una fusione, come afferma il cofondatore dei The Mekons Kevin Lycett, "degli ABBA e dei Sex Pistols". Emerge un gran numero di altri stili, molti dei quali fusioni con generi di vecchia data. Un esempio può essere l'album dei The Clash, London Calling, pubblicato nel dicembre 1979. Combinando punk con reggae, ska, R&B e rockabilly, il disco sarebbe stato acclamato come uno dei migliori album rock di tutti i tempi.

### New wave
La new wave e la sua sottocultura sbocciano assieme ai primi gruppi punk rock, a tal punto che, inizialmente, punk e new wave sono considerati quasi sinonimi. Successivamente, però, i termini iniziarono ad assumere significati diversi: gruppi come, Television, Talking Heads, Blondie, Devo e The Police, che stavano ampliando il loro ventaglio strumentistico, incorporando ritmi orientati alla dance e lavorando con una produzione più ripulita, vennero chiamati, "New Wave" piuttosto che "punk". Combinando elementi della musica e moda punk con uno stile più orientato al pop, artisti new wave come i The Cars ed Elvis Costello diventano molto popolari in entrambi i lati dell'Atlantico. Il New Wave diventa un termine generico per tutta la musica mainstream ispirata al punk, racchiudendo stili disparati come il 2 tone ska, il mod revival basato sui The Jam, il fenomeno new romantic incarnato dai Duran Duran ed il synth pop di gruppi come i Depeche Mode. Il New Wave diventa una rappresentazione della cultura pop con il debutto del canale televisivo MTV nel 1981, che passa regolarmente in rotazione video musica New Wave. Comunque in quel periodo la musica è spesso derisa, essendo considerata stupida ed usa e getta.

### Post punk
Nel Regno Unito emergono una varietà di gruppi post punk, tra i quali i, The Fall, i Joy Division, i Gang of Four ed i Public Image Ltd. Alcune delle formazioni classificate come post punk, come i Throbbing Gristle ed i Cabaret Voltaire, erano attivi prima della formazione della stessa scena punk rock; altre, come i The Slits e Siouxsie and the Banshees, transitarono dal punk rock al post punk. La musica è spesso sperimentale, come nei gruppi New Wave; definendosi "post punk" intendono un suono meno pop e maggiormente oscuro e graffiante, raggiungendo talvolta l'atonalità, come con i Wire ed i Subway Sect. Prendendo ispirazione dall'art rock di Captain Beefheart, David Bowie e dal Krautrock, il post punk esplora anche nuovi approcci dei testi. Mark E. Smith dei The Fall scrive "osservazioni indirette del grottesco del sottoproletariato del Nord".
Il Post punk acquista una nuova confidenza con musicisti, giornalisti, manager ed impresari; degli ultimi, in particolare Geoff Travis della Rough Trade e Tony Wilson della Factory, aiutano a sviluppare l'infrastruttura della produzione e distribuzione della scena indie sbocciata a metà degli anni ottanta. Aprendo i confini del loro stile verso la New Wave, alcune formazioni post punk come i New Order, derivati dai Joy Division, e gli U2, si diressero verso un pubblico più tradizionale. Altre come i Gang of Four, i The Raincoats ed i Throbbing Gristle, che al tempo erano seguiti da un pubblico più che devoto, sono visti ora in retrospettiva, per aver avuto un'influenza significativa nella moderna cultura popolare.
Molti artisti statunitensi sono stati definiti in retrospettiva come post punk; il disco di debutto dei Television, Marquee Moon, pubblicato nel 1977, venne citato spesso come album embrionale. Il movimento No Wave, sviluppato a New York alla fine degli anni settanta con artisti, quali, Lydia Lunch, è spesso considerato come il fenomeno post-punk statunitense parallelo. Le opere successive dei Pere Ubu, pionieri del proto-punk dell'Ohio, sono pure spesso considerate come post-punk. Una delle formazioni più influenti del post-punk statunitense sono i Mission of Burma di Boston, che condussero i bruschi cambiamenti di stile derivati dall'hardcore in un contesto musicale maggiormente sperimentale. Nel 1980, gli australiani Boys Next Door si trasferiscono a Londra cambiando il loro nome in The Birthday Party, che si consolideranno poi nei Nick Cave and the Bad Seeds. I King Snake Roost ed altri gruppi australiani avrebbero poi esplorato le possibilità del post punk. I successivi musicisti art punk ed alternative rock troveranno ispirazione da questi predecessori, similmente New Wave e post punk.

### Alternative rock
Il movimento underground punk produsse una notevole quantità di gruppi che fecero evolvere il suono del punk rock o applicarono la sua etica del Do It Yourself in diverse tipologie musicali. A partire dagli anni ottanta, gruppi britannici come i New Order ed i The Cure, sviluppano nuovi stili musicali basati sul post-punk e la New Wave. Formazioni statunitensi come gli Hüsker Dü ed i loro "protetti", i The Replacements, sorpassano la divergenza tra generi come l'hardcore in ciò all'epoca viene chiamato, "college rock".

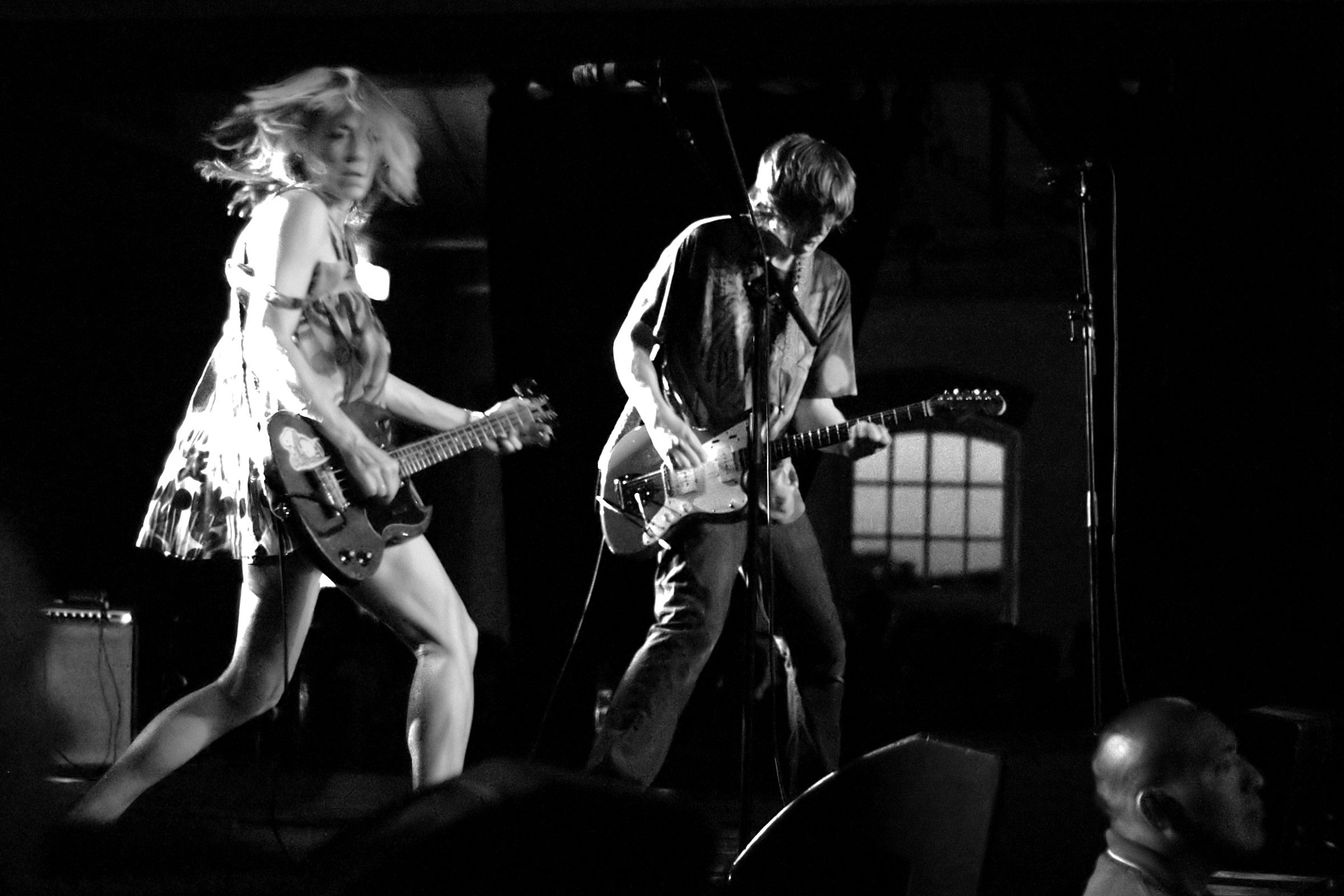
I Sonic Youth a Stoccolma nel 2005.

Un articolo del 1985 su Rolling Stone sui gusti di Black Flag, Hüsker Dü, Minutemen e The Replacements, affermava:
(Michael Goldberg. "Punk Lives")
Alla fine degli anni ottanta questi gruppi, che avevano sorpassato i loro predecessori punk in popolarità, e vengono classificati principalmente come alternative rock. Il rock alternativo racchiude un insieme diverso di stili, compresi l'indie rock, il gothic rock ed il grunge, tra gli altri, uniti con il loro debito musicale verso il punk rock e le loro origini al di fuori del mainstream musicale.
Appena gruppi come i Sonic Youth, nati nella scena No Wave, o i Pixies di Boston iniziano a ingrandire il proprio pubblico, le grandi etichette discografiche cercano di capitalizzare su un mercato costruito nei dieci anni passati nel mondo della cultura underground. Nel 1991, i Nirvana emergono dalla scena musicale grunge dello Stato di Washington, realizzando un grande successo commerciale con il loro secondo album, Nevermind. Il gruppo cita il punk rock tra le influenza sul loro stile. "Il Punk è libertà musicale", scrive il cantante Kurt Cobain. "È dire, fare, suonare ciò che vuoi." Il successo dei Nirvana alimenta il boom del rock alternativo, minoritario sin dalla fine degli anni ottanta, ed aiuta a definire questa parte della musica popolare degli anni novanta. Il cambiamento che ne deriva è descritto nel film 1991: The Year Punk Broke, dove appaiono Nirvana, Dinosaur Jr. e Sonic Youth.

## Il punk nel mondo
Il punk fu un fenomeno mondiale che finì per coinvolgere un’ampia fascia generazionale capace di alimentare il movimento in ogni parte del pianeta, saranno infinite le band che nasceranno con ragazzi che cercheranno di portare e far conoscere il punk nel proprio paese: Australia (The Saints, Radio Birdman), Canada, Paesi scandinavi, Francia, Giappone, Germania, Jugoslavia (Pankrti, Niet, Zablujena generacija), Italia.

### In inglese
- Andersen, Mark, and Mark Jenkins (2001). Dance of Days: Two Decades of Punk in the Nation's Capital. Soft Skull Press, New York, 2001. ISBN 1-887128-49-2.
- Azerrad, Michael (2001). Our Band Could Be Your Life Little, Brown, New York, 2001. ISBN 0-316-78753-1.
- Bennett, Andy. "Plug in and Play! UK Indie Guitar Culture", in Guitar Cultures, ed. Andy Bennett and Kevin Dawe, Oxford e Berg, New York, pp. 45–62. ISBN 1-85973-434-0.
- Bessman, Jim. Ramones: An American Band. St. Martin's, New York, 1993. ISBN 0-312-09369-1.
- Blush, Steven. American Hardcore: A Tribal History. Feral House, Los Angeles, 2001. ISBN 0-922915-71-7.
- Buckley, Peter. The Rough Guide to Rock Rough Guides, Londra, 2003. ISBN 1-84353-105-4.
- Burchill, Julie, e Tony Parsons. The Boy Looked at Johnny: The Obituary of Rock and Roll. Pluto Press, Londra, 1978. ISBN 0-86104-030-9.
- Burns, Rob. German Cultural Studies: An Introduction. Oxford University Press, Oxford e New York, 1993. ISBN 0-19-871503-X.
- Fletcher, Tony. Moon: The Life and Death of a Rock Legend. HarperCollins, New York, 2000. ISBN 0-380-78827-6.
- Friskics-Warren, Bill. I'll Take You There: Pop Music And the Urge for Transcendence. Continuum International, New York e Londra, 2005. ISBN 0-8264-1700-0.
- Gimarc, George. Post Punk Diary, 1980–1982. St. Martin's, New York, 1997. ISBN 0-312-16968-X.
- Glasper, Ian. Burning Britain—The History of UK Punk 1980–1984. Cherry Red Books, Londra, 2004. ISBN 1-901447-24-3.
- Haenfler, Ross. Straight Edge: Hardcore Punk, Clean-Living Youth, and Social Change. Rutgers University Press, New Brunswick, 2006. ISBN 0-8135-3852-1.
- Harrington, Joe S. Sonic Cool: The Life & Death of Rock 'n' Roll. Hal Leonard, Milwaukee, 2002. ISBN 0-634-02861-8.
- Harris, John. Britpop!: Cool Britannia and the Spectacular Demise of English Rock. Da Capo, Cambridge, Mass., 2004. ISBN 0-306-81367-X.
- Hebdige, Dick. Cut 'n' Mix: Culture, Identity and Caribbean Music. Routledge, Londra, 1987. ISBN 0-415-05875-9.
- Heylin, Clinton. From the Velvets to the Voidoids: The Birth of American Punk Rock. A Cappella Books, CHicago, 1993. ISBN 1-55652-575-3.
- Home, Stewart. Cranked Up Really High: Genre Theory and Punk Rock. Codex, Hove, 1996. ISBN 1-899598-01-4.
- Klein, Naomi. No LOGO: Taking Aim at the Brand Bullies. Picador, New York, 2000. ISBN 0-312-20343-8.
- Knowles, Chris. Clash City Showdown. PageFree, Otsego, Mich., 2003. ISBN 1-58961-138-1.
- Leblanc, Lauraine. Pretty in Punk: Girls' Gender Resistance in a Boys' Subculture. Rutgers University Press, New Brunswick, N.J., 1999. ISBN 0-8135-2651-5.
- Lydon, John. Rotten: No Irish, No Blacks, No Dogs. Picador, New York, 1995. ISBN 0-312-11883-X.
- Marcus, Greil. Stranded: Rock and Roll for a Desert Island. Knopf, New York, 1979. ISBN 0-394-73827-6.
- Marcus, Greil. Lipstick Traces: A Secret History of the Twentieth Century. Harvard University Press, Cambridge, Mass., 1989. ISBN 0-674-53581-2.
- McCaleb, Ian. Radio Birdman, in The Trouser Press Record Guide, 4ª ed., ed. Ira Robbins. Collier, New York, 1991, pp. 529–530. ISBN 0-02-036361-3.
- McNeil, Legs e Gillian McCain. Please Kill Me: The Uncensored Oral History of Punk. Penguin Books, New York, 1997. ISBN 0-14-026690-9.
- Myers, Ben. Green Day: American Idiots & the New Punk Explosion. Disinformation, New York, 2006. ISBN 1-932857-32-X.
- O'Hara, Craig. The Philosophy of Punk: More Than Noise. AK Press, San Francisco ed Edimburgo, 1999. ISBN 1-873176-16-3.
- Palmer, Robert. The Church of the Sonic Guitar, in Present Tense: Rock & Roll and Culture, ed. Anthony DeCurtis. Duke University Press, Durham, N.C., 2002, pp. 13–38. ISBN 0-8223-1265-4.
- Raha, Maria. Cinderella's Big Score: Women of the Punk and Indie Underground. Seal, Emeryville, California, 2005. ISBN 1-58005-116-2.
- Reed, John. Paul Weller: My Ever Changing Moods. Omnibus Press, Londra ed altre, 2005. ISBN 1-84449-491-8.
- Reynolds, Simon (1999). Generation Ecstasy: Into the World of Techno and Rave Culture (London: Routledge). ISBN 0-415-92373-5.
- Reynolds, Simon (2005). Rip It Up and Start Again: Post Punk 1978–1984 (London and New York: Faber and Faber). ISBN 0-571-21569-6.
- Robb, John (2006). Punk Rock: An Oral History (London: Elbury Press). ISBN 0-09-190511-7.
- Rodel, Angela (2004). "Extreme Noise Terror: Punk Rock and the Aesthetics of Badness", in Bad Music: The Music We Love to Hate, ed. Christopher Washburne and Maiken Derno (New York: Routledge), pp. 235–256. ISBN 0-415-94365-5.
- Sabin, Roger (1999). Punk Rock, So What? The Cultural Legacy of Punk (London: Routledge). ISBN 0-415-17030-3.
- Savage, Jon (1991). England's Dreaming: The Sex Pistols and Punk Rock (London: Faber and Faber). ISBN 0-312-28822-0.
- Shapiro, Fred R. (2006). "Yale Book of Quotations" (New Haven, Conn.: Yale University Press). ISBN 0-300-10798-6.
- Shuker, Roy (2002). Popular Music: The Key Concepts (London: Routledge). ISBN 0-415-28425-2.
- Simpson, Paul (2003). The Rough Guide to Cult Pop: The Songs, the Artists, the Genres, the Dubious Fashions (London: Rough Guides). ISBN 1-84353-229-8.
- Spitz, Mark, and Brendan Mullen (2001). We've Got the Neutron Bomb: The Untold Story of L.A. Punk (New York: Three Rivers Press). ISBN 0-609-80774-9.
- Stafford, Andrew (2006). Pig City: From the Saints to Savage Garden, 2d rev. ed. (Brisbane: University of Queensland Press). ISBN 0-7022-3561-X.
- Stark, James (2006). Punk '77: An Inside Look at the San Francisco Rock N' Roll Scene, 3d ed. (San Francisco: RE/Search Publications). ISBN 1-889307-14-9.
- Strohm, John (2004). "Women Guitarists: Gender Issues in Alternative Rock", in The Electric Guitar: A History of an American Icon, ed. A. J. Millard (Baltimore: Johns Hopkins University Press), pp. 181–200. ISBN 0-8018-7862-4.
- St. Thomas, Kurt, with Troy Smith (2002). Nirvana: The Chosen Rejects (New York St. Martin's). ISBN 0-312-20663-1.
- Taylor, Steven (2003). False Prophet: Field Notes from the Punk Underground (Middletown, Conn.: Wesleyan University Press). ISBN 0-8195-6668-3.
- Walker, John (1991). "Television", in The Trouser Press Record Guide, 4th ed., ed. Ira Robbins (New York: Collier), p. 662. ISBN 0-02-036361-3.
- Walsh, Gavin (2006). Punk on 45; Revolutions on Vinyl, 1976–79 (London: Plexus). ISBN 0-85965-370-6.
- Wells, Steven (2004). Punk: Loud, Young & Snotty: The Story Behind the Songs (New York and London: Thunder's Mouth). ISBN 1-56025-573-0.
- Wilkerson, Mark Ian (2006). Amazing Journey: The Life of Pete Townshend (Louisville: Bad News Press). ISBN 1-4116-7700-5.